# Olympische Geschichte Argentiniens
| Gelbes Symbol für Goldmedaillen mit stilisierten Olympischen Ringen | Graues Symbol für Silbermedaillen mit stilisierten Olympischen Ringen | Braundes Symbol für Bronzemedaillen mit stilisierten Olympischen Ringen |
| ------------------------------------------------------------------- | --------------------------------------------------------------------- | ----------------------------------------------------------------------- |
| 22                                                                  | 27                                                                    | 31                                                                      |

Argentinien, dessen NOK, das Comité Olímpico Argentino, 1923 gegründet wurde, schickte schon seit 1900 Sportler zu den Olympischen Spielen. Nicht teilgenommen wurde an den Sommerspielen 1904, 1912 und 1980 sowie an den Winterspielen 1924, 1932, 1936 und 1956.
Mit jeweils zwei Silber- und zwei Bronzemedaillen sind die Hockeyspielerin Luciana Aymar und der Segelsportler Carlos Espínola die Sportler mit den meisten Medaillen.

## Übersicht

### Sommerspiele

#### 1900 bis 1912
Argentiniens erster Olympionike war der Degenfechter Francisco Camet, der am 1. Juni 1900 in Paris zu seinem Wettkampf antrat. Camet war der einzige Athlet der argentinischen Mannschaft. Nach St. Louis wurde 1904 keine Mannschaft entsandt. Argentinien nahm auch nicht an den 1906 ausgetragenen Olympischen Zwischenspielen in Athen teil. In London 1908 wurde Argentinien durch den Eiskunstläufer Horatio Torromé vertreten. Eiskunstlauf war 1908 und 1920 Teil des olympischen Programms. Argentinien verzichtete auf eine Teilnahme in Stockholm 1912.

#### 1920 bis 1936
Auch 1920 in Antwerpen bestand die argentinische Olympiamannschaft nur aus einem Teilnehmer, dem Boxer Ángel Rodríguez. 77 Athleten reisten 1924 zu den Spielen von Paris, um an Wettbewerben der Leichtathletik, Boxen, Radsport, Fechten, Polo, Rudern, Segeln, Schießen, Schwimmen, Tennis und Gewichtheben teilzunehmen. In Paris konnten die ersten Medaillengewinne gefeiert werden. Am 12. Juli 1924 wurde die Polo-Nationalmannschaft nach vier gewonnenen Spielen zum ersten Medaillengewinner und Olympiasieger Argentiniens. Der Leichtathlet Luis Brunetto wurde mit seiner Silbermedaille im Dreisprung der erste argentinische Medaillengewinner in einer Individualsportart. Die Boxriege konnte vier weitere Medaillen beisteuern. Silbermedaillen gewannen der Leichtgewichtler Alfredo Copello und Héctor Méndez im Weltergewicht. Bronze gewannen Pedro Quartucci im Federgewicht und Alfredo Porzio im Schwergewicht. Weitere Topergebnisse lieferten der Florettfechter Roberto Larraz mit seinem fünften Platz in der Einzelwertung, der Gewichtheber Carlos Bergara mit Platz 5 im Halbschwergewicht sowie die Sportschützen Lorenzo Amaya und Matías Osinalde mit Platz 4 und 5 mit der Schnellfeuerpistole.
Noch erfolgreicher wurden für Argentinien die Spiele von Amsterdam 1928, bei denen erstmals argentinische Ringer, Reiter und Fußballspieler an den Start gingen. Am 9. August 1928 wurde der Schwimmer Alberto Zorrilla zum ersten Olympiasieger in einer Individualsportart. Zwei Tage später wurden die Boxer Víctor Avendaño im Halbschwergewicht und Arturo Rodríguez Jurado im Schwergewicht ebenfalls Olympiasieger. Zwei weitere Boxer gewannen Silber, Víctor Peralta im Federgewicht und Raúl Landini im Weltergewicht. Auch die Fußballnationalmannschaft gewann Silber. Im Finale unterlag sie in einem Wiederholungsspiel mit 1:2 gegen Uruguay. Das erste Finalspiel endete 1:1. Die Bronzemedaille gewann im Fechten die Florettmannschaft mit Roberto Larraz, Raúl Anganuzzi, Luis Lucchetti, Héctor Lucchetti und Carmelo Camet, dem Sohn des ersten olympischen Olympioniken Francisco Camet. Argentinien sicherte sich die Medaille mit einem 11:5 über Belgien.
Ebenfalls erfolgreich war die Teilnahme in Los Angeles vier Jahre später. Die Boxer Carmelo Robledo im Federgewicht und Santiago Lovell im Schwergewicht wurden ebenso Olympiasieger wie der Marathonläufer Juan Carlos Zabala. Im Mittelgewicht des Boxturniers konnte Amado Azar eine Silbermedaille gewinnen. Weitere Spitzenergebnisse lieferten die Leichtathleten Carlos Bianchi mit Platz 5 über 200 Meter und Federico Kleger mit Platz 6 im Hammerwurf.
Die argentinische Polo-Nationalmannschaft konnte in Berlin 1936 ihren zweiten Olympiasieg feiern. Der Boxer Oscar Casanovas wurde Olympiasieger im Federgewicht. Hinzu kamen eine Silbermedaille durch Guillermo Lovell im Schwergewicht und zwei Bronzemedaillen durch Raúl Villareal im Mittelgewicht und Francisco Resiglione im Halbschwergewicht. Die Schwimmerin Jeanette Campbell, die erste Frau in einer argentinischen Olympiamannschaft, gewann Silber über 100 Meter Freistil. Die Ruderer Horacio Podestá und Julio Curatella gewannen Bronze im ungesteuerten Zweier. Juan Carlos Zabala, Marathonsieger von 1932, trat in Berlin im 10.000-Meter-Lauf an und wurde Sechster. Den Marathon musste er nach einem Sturz kurz nach der Hälfte des Rennens aufgeben. Die 100-Meter-Staffel der Männer belegte eine Sekunde hinter Deutschland Platz 4. Das Boot Wiking belegte in der 6-Meter-Klasse den vierten Rang.

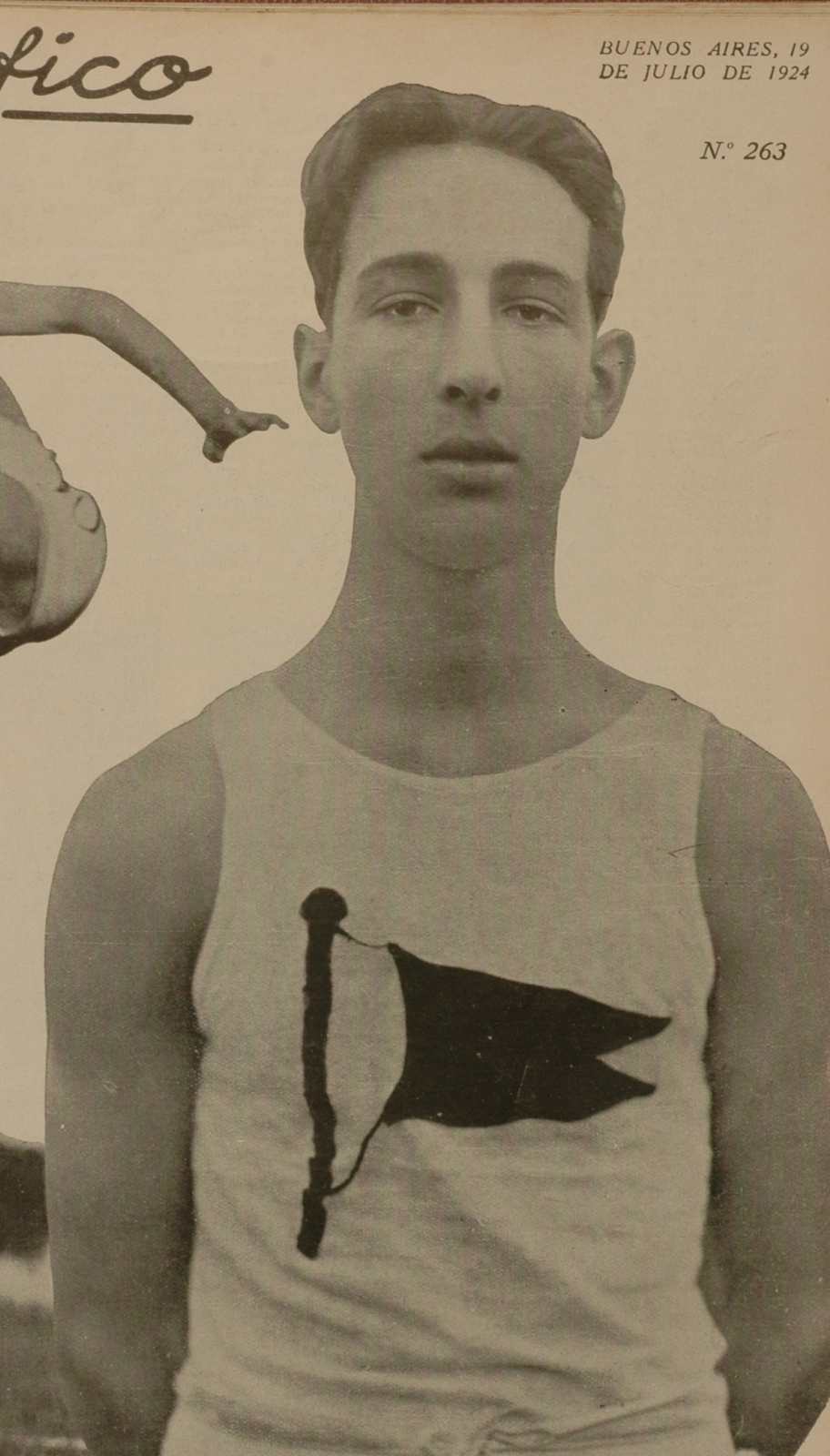
Luis Brunetto gewann 1924 mit Silber im Leichtathletik-Dreisprung die erste Olympiamedaille seines Landes in einer Individualsportart
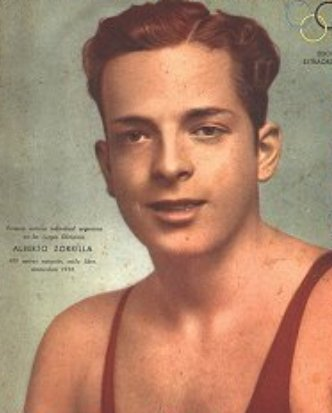
Der erste Olympiasieger in einer Individualsportart: der Schwimmer Alberto Zorrilla 1928
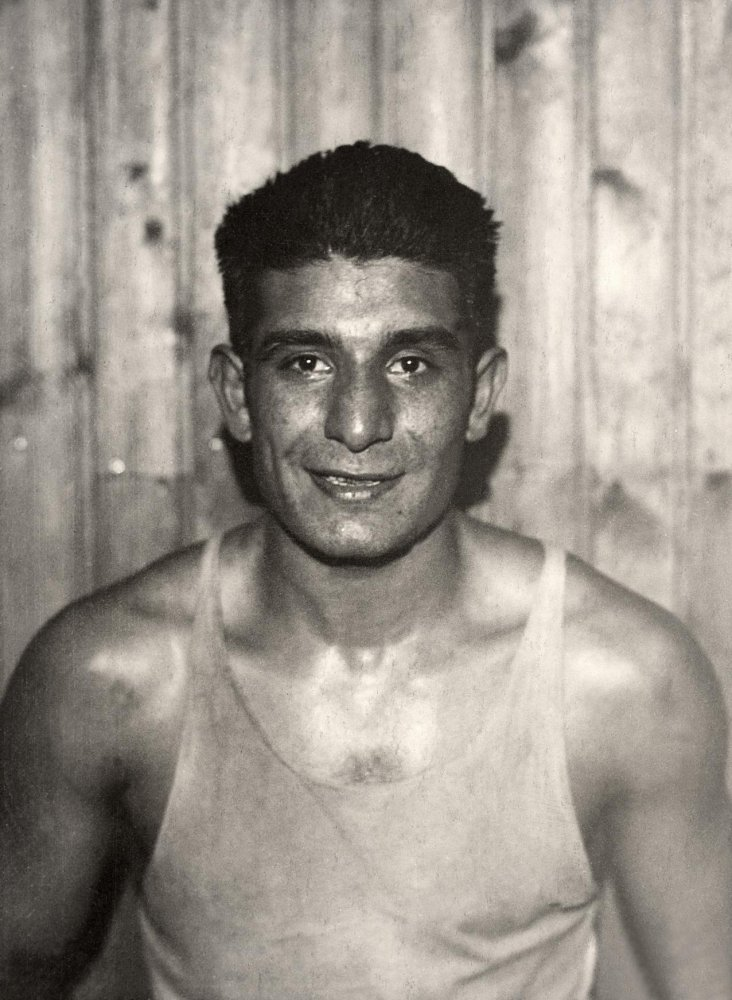
Víctor Avendaño, Olympiasieger 1928 im Boxen (Halbschwergewicht)
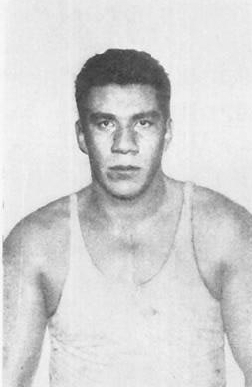
Arturo Rodríguez Jurado wurde 1928 Boxolympiasieger im Schwergewicht
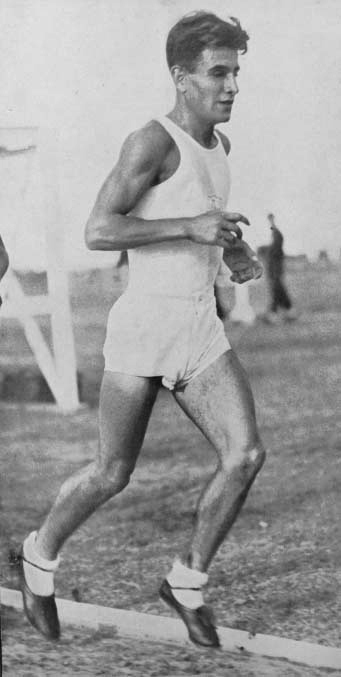
Juan Carlos Zabala gewann den Marathonlauf 1932
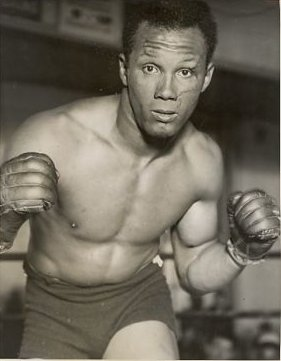
Olympiasieger 1932 im Schwergewicht: der Boxer Santiago Lovell
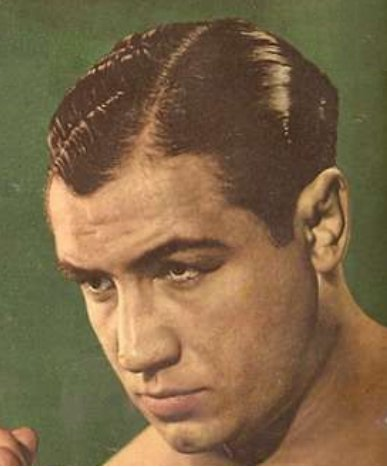
Silber für den Boxer Amado Azar im Mittelgewicht
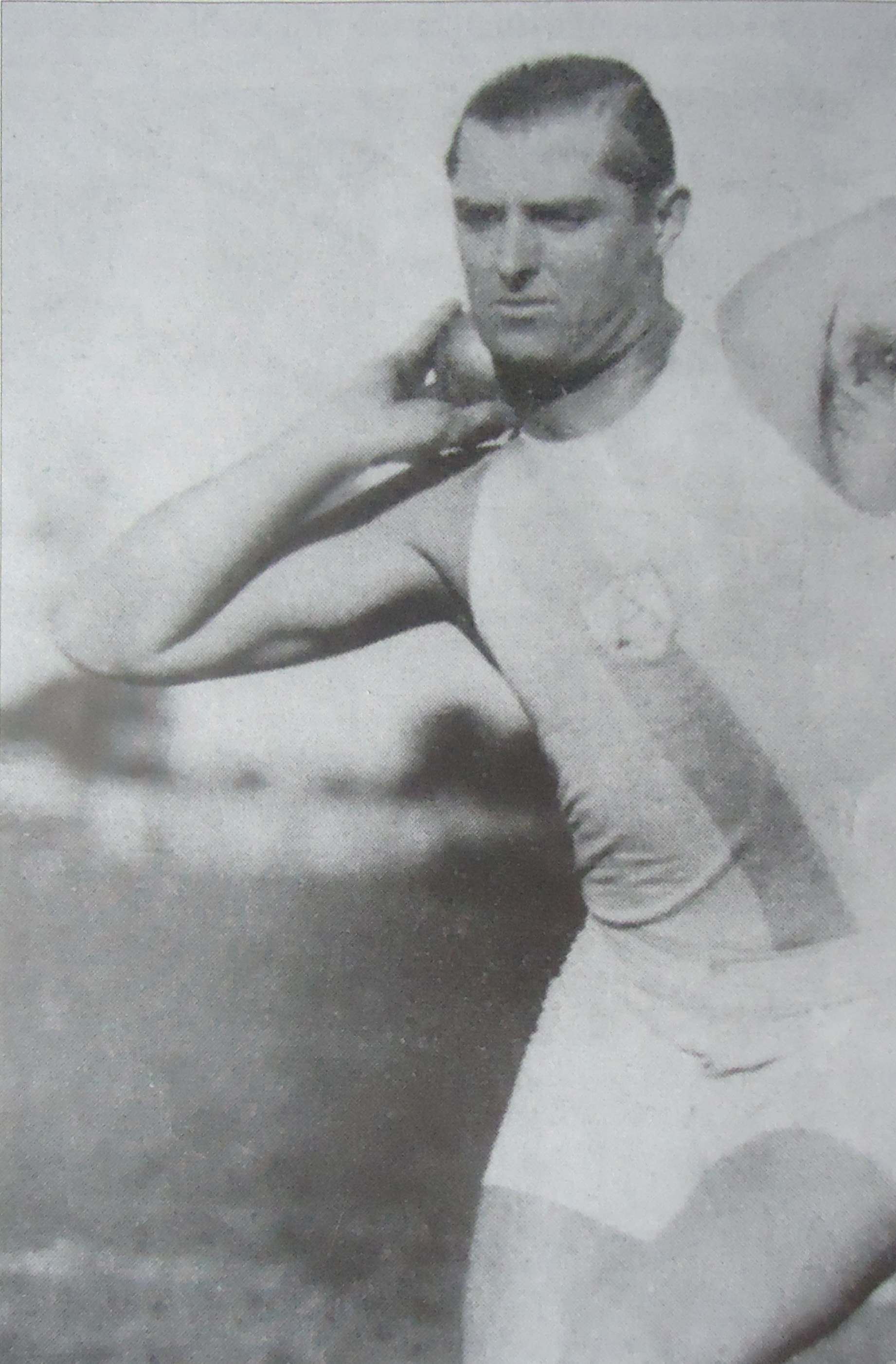
Federico Kleger (hier beim Kugelstoßen)
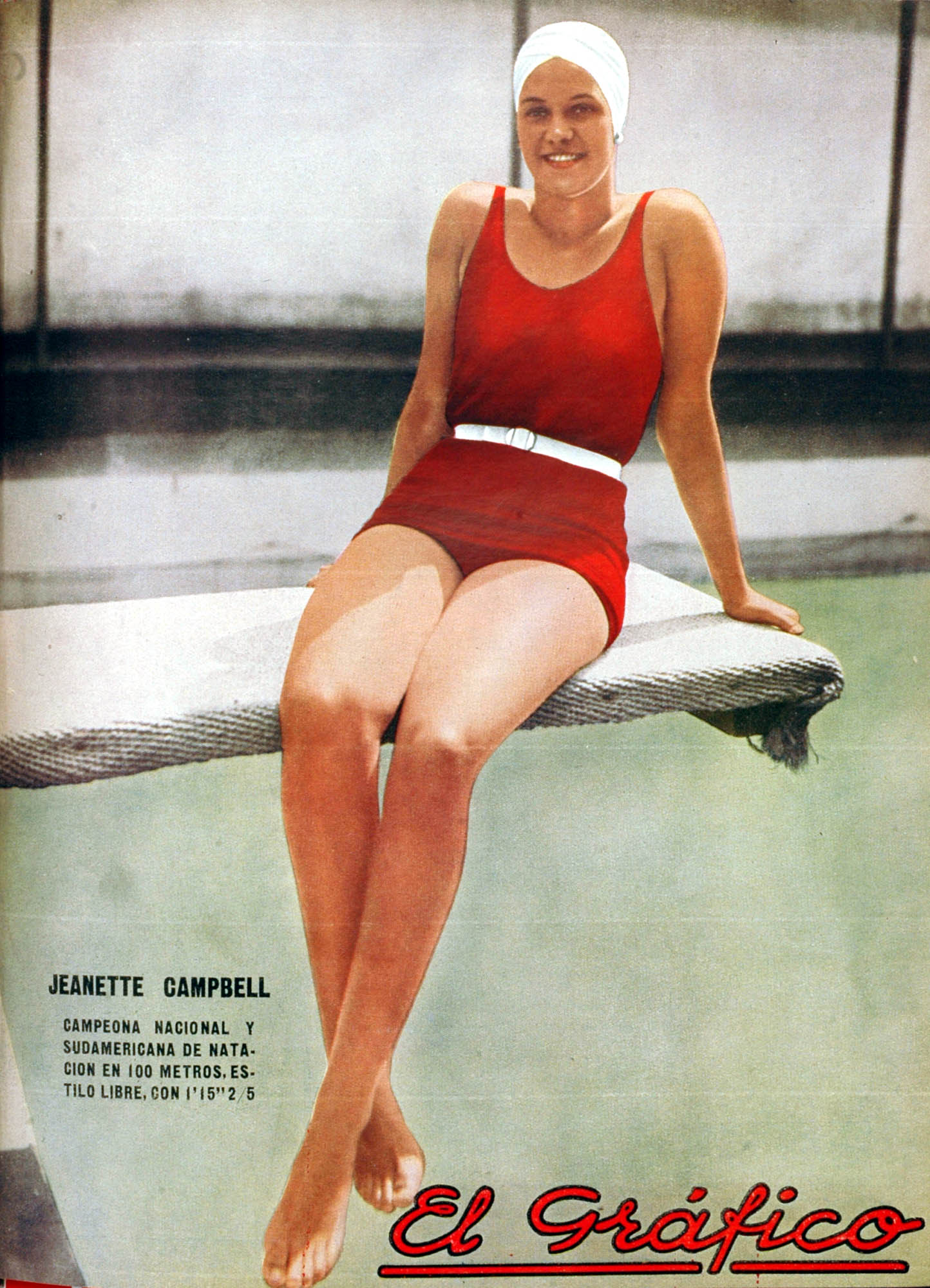
Jeanette Campbell, silber im Schwimmsport 1936

#### 1948 bis 1960
Nach Ende des Zweiten Weltkrieges fanden Olympische Sommerspiele erstmals wieder 1948 in London statt. Argentinien entsandte mit 199 Athleten, unter ihnen erstmals Turner, moderne Fünfkämpfer, eine Basketball- sowie eine Hockeymannschaft, die bislang größte Mannschaft zu Olympischen Spielen. Wieder konnten drei Goldmedaillen gewonnen werden. So siegte der Leichtathlet Delfo Cabrera im Marathonlauf, der den bis dahin in Führung liegenden Belgier Étienne Gailly auf der Schlussrunde im Stadion noch überholen konnte. Die Boxer Pascual Pérez im Fliegengewicht und Rafael Iglesias im Schwergewicht wurden ebenso Olympiasieger. Die Weitspringerin Noemí Simonetto gewann Silbermedaille, ebenso der Sportschütze Carlos Enrique Díaz Sáenz Valiente mit der Schnellfeuerpistole und die Segler in der 6-Meter-Klasse mit dem Boot Djinn. Der Boxer Mauro Cía gewann zudem Bronze im Halbschwergewicht. Weitere Spitzenplatzierungen erreichten die Marathonläufer Eusebio Guiñez auf Platz 5 und Alberto Sensini auf Platz 9. Über 110 Meter Hürden kam Alberto Triulzi als Vierter ins Ziel. Der Schwimmer Mario Chávez belegte über 100 Meter Rücken ebenfalls den vierten Platz.
123 Sportler reisten 1952 zu den Spielen nach Helsinki. Tranquilo Cappozzo und Eduardo Guerrero wurden im Rudern Olympiasieger im Doppelzweier. Reinaldo Gorno konnte im Marathonlauf die Silbermedaille gewinnen. Titelverteidiger Delfo Cabrera kam als Sechster ins Ziel. Ebenfalls Sechster wurde der Sprinter Gerardo Bönnhoff im Finale über 200 Meter. Der Boxer Antonio Pacenza gewann Silber im Halbschwergewicht, sein Teamkollege Eladio Herrera Bronze im Halbmittelgewicht. Eine weitere Bronzemedaille gewann der Gewichtheber Humberto Selvetti im Schwergewicht. Die Basketballmannschaft unterlag im Spiel um Bronze Uruguay mit 59:68. Im 1000-Meter-Zeitfahren kam Clodomiro Cortoni auf Platz 4 ebenso wie der Military-Reiter Pedro Mercado auf seinem Pferd Mandinga, das Boot Pampero in der Drachenklasse im Segeln, der Sportschützen Carlos Enrique Valiente mit der Schnellfeuerpistole und der Freistilringer Alberto Longarella im Weltergewicht.
Die Reitwettbewerbe der Olympischen Spiele 1956 waren auf Grund der strengen Quarantänebestimmungen für Pferde in Australien nach Stockholm ausgelagert worden. Hier belegte die argentinische Springreiter-Equipe Platz 4. In Melbourne konnten zwei Athleten Medaillen gewinnen. Nach Bronze 1952 steigerte sich Gewichtheber Humberto Selvetti nun auf Silber im Schwergewicht. Der Boxer Víctor Zalazar gewann Bronze im Mittelgewicht. Das Boot Pampero wiederholte in der Drachenklasse im Segeln den vierten Platz von 1952. Der Sportschütze Oscar Cervo erreichte mit der Schnellfeuerpistole Platz 5.
Auch in Rom 1960 reichte es für Argentinien nur zu zwei Medaillen. Silber gewann die Besatzung des Bootes Tango in der Drachenklasse im Segeln. In der 5,5-m-Klasse erreichte die Ardilla Platz 4. Der Leichtgewichtsboxer Abel Laudonio gewann die Bronzemedaille. In Rom ging erstmals eine Wasserspringerin aus Argentinien an den Start.

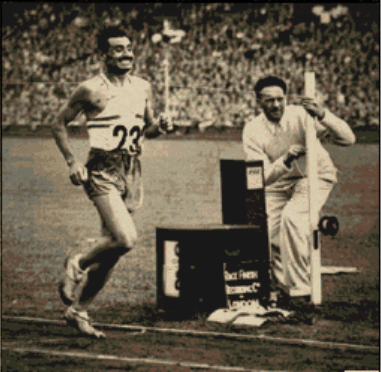
Marathon-Olympiasieger Delfo Cabrera bei seinem Zieleinlauf 1948
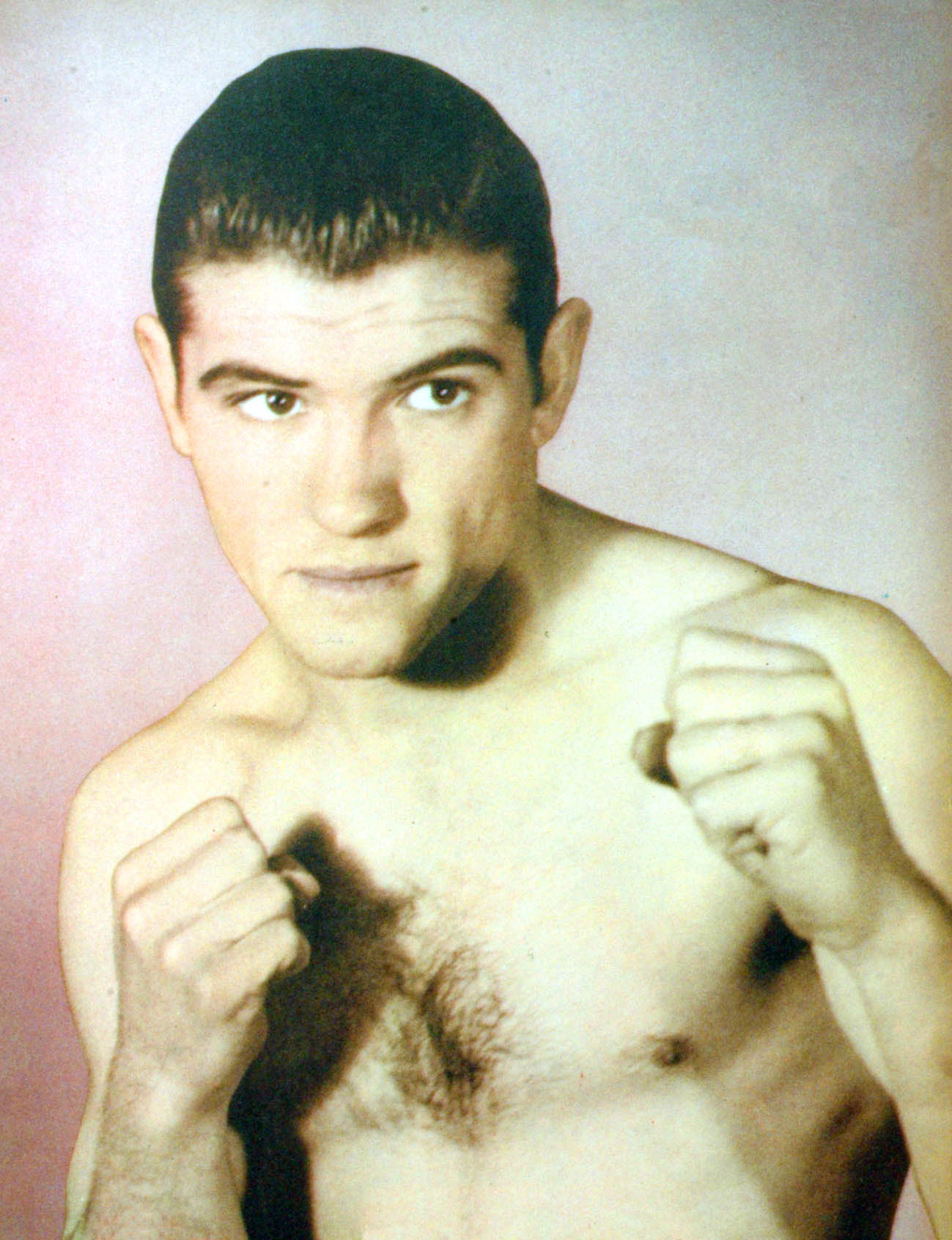
Der Boxer Pascual Pérez holte Gold im Fliegengewicht 1948
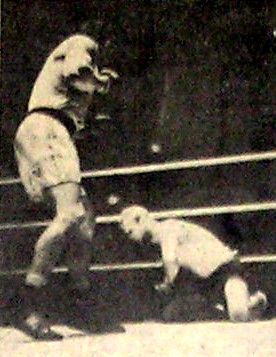
Rafael Iglesias (r.) gewann durch K. o. über den Schweden Gunnar Nilsson die Goldmedaille im Schwergewicht 1948
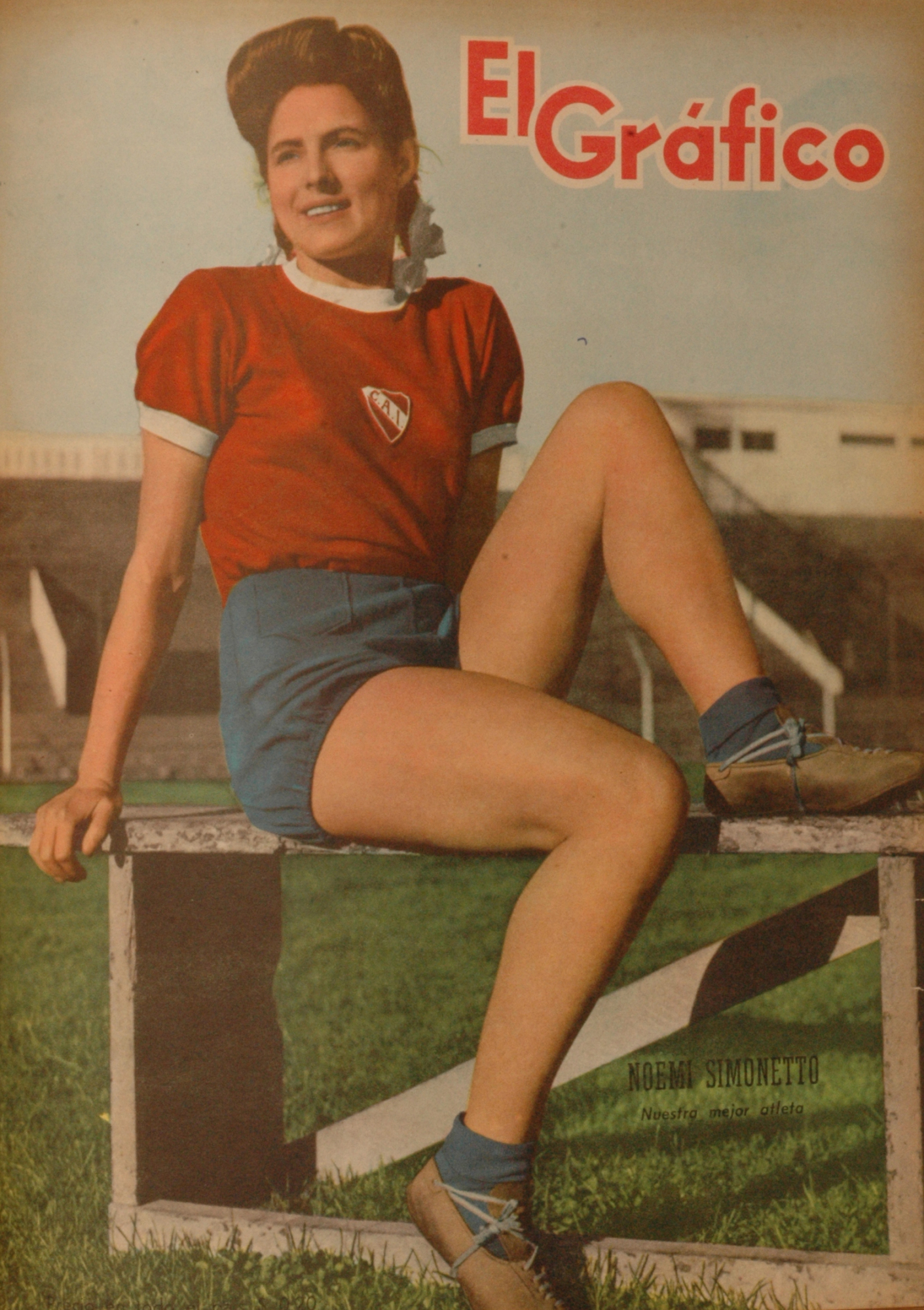
Silber im Weitsprung 1948 durch Noemí Simonetto
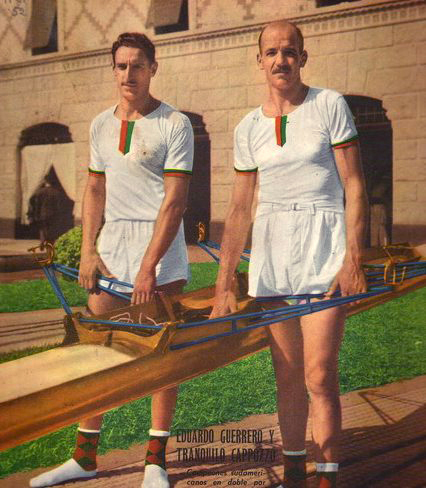
Goldmedaille 1948 im Rudern-Doppelzweier: Eduardo Guerrero (l.) und Tranquilo Cappozzo (r.)
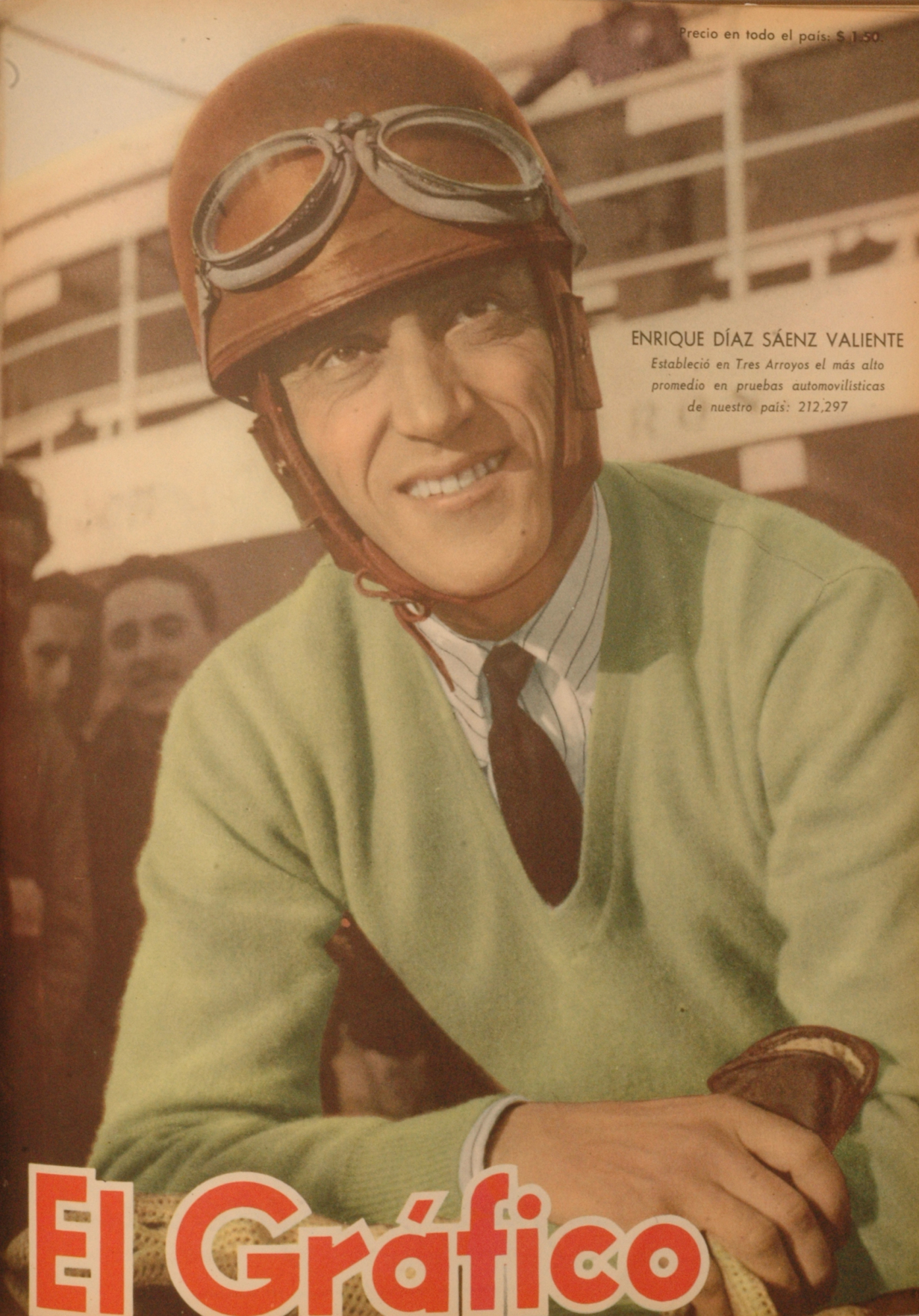
Carlos Enrique Díaz Sáenz Valiente, silber im Schießen 1948
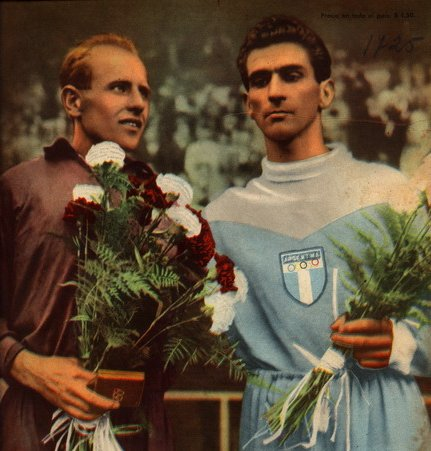
Silber 1952 im Marathonlauf für Reinaldo Gorno (links der Sieger Emil Zátopek aus der CSSR)
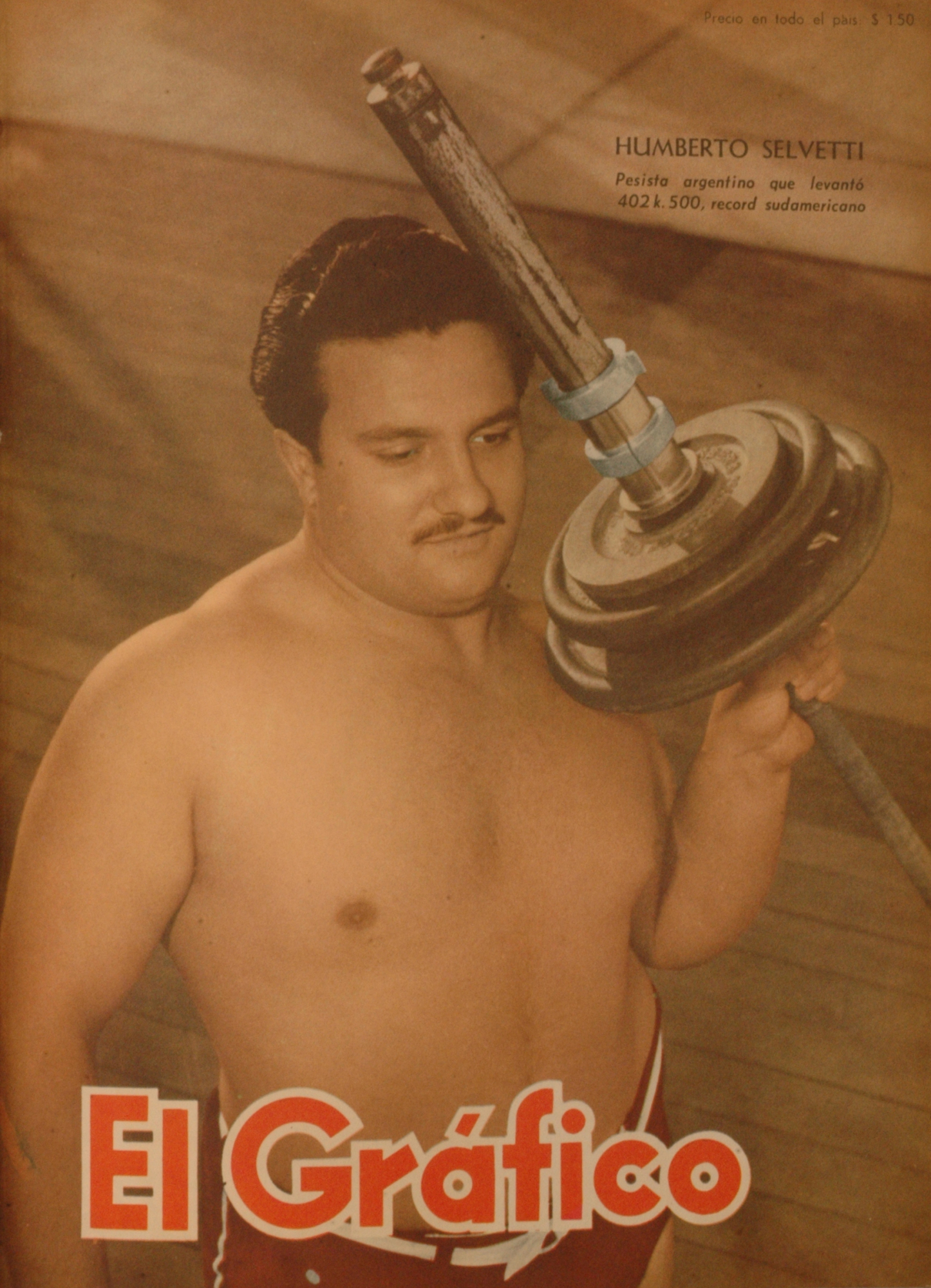
Gewichtheber Humberto Selvetti gewann 1952 Bronze und 1956 Silber im Schwergewicht
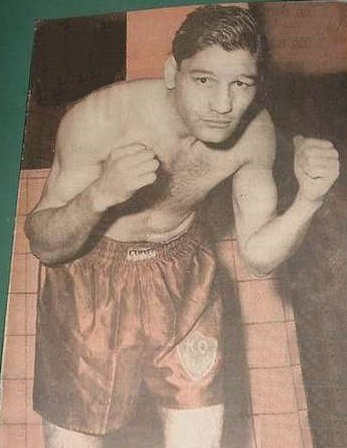
Bronze 1956 für den Boxer Víctor Zalazar im Mittelgewicht
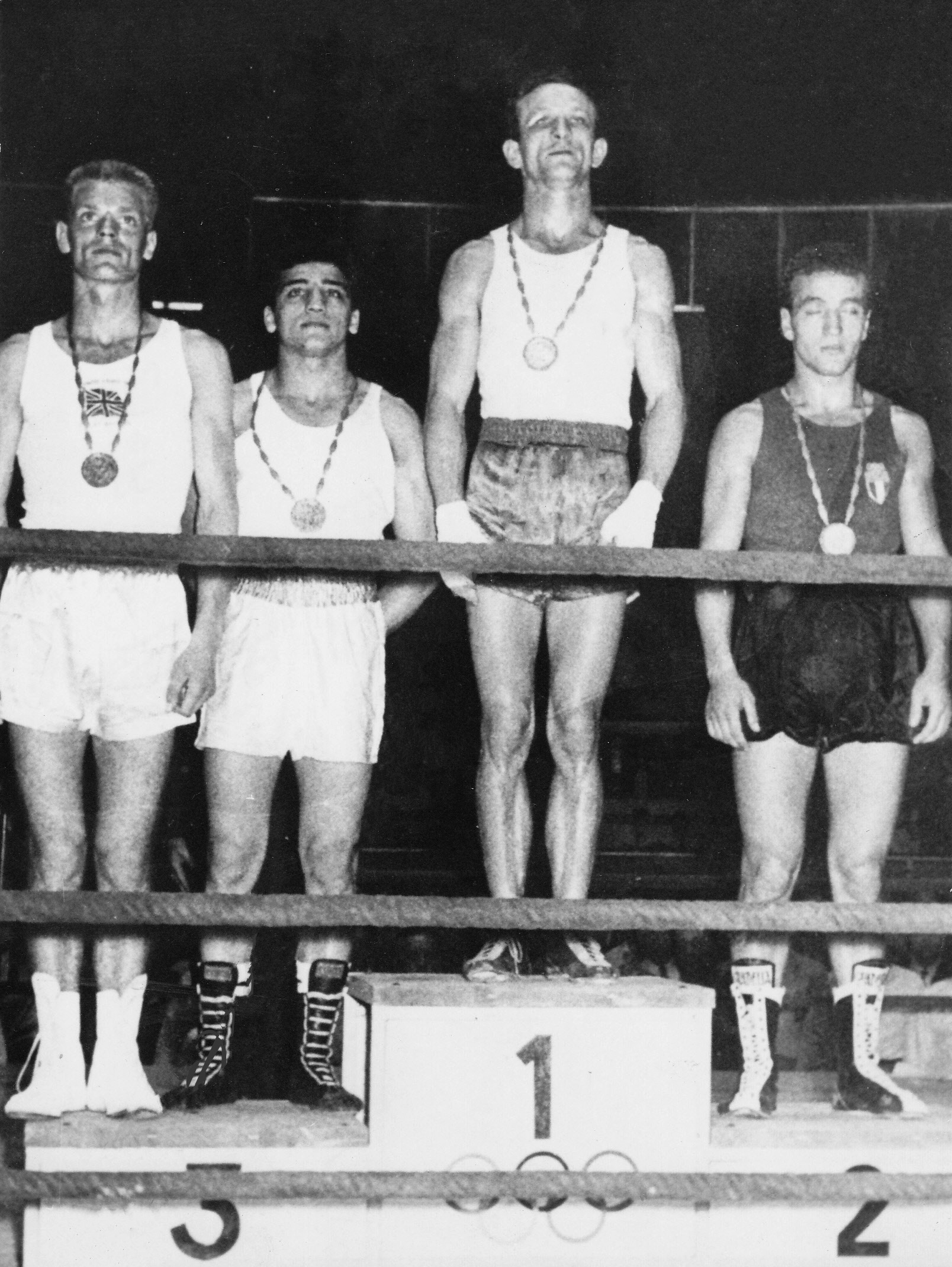
Siegerehrung 1960 im Box-Leichtgewicht: Abel Laudonio (2.v.l.) gewann Bronze

#### 1964 bis 1980
1964 in Tokio, hier nahmen erstmals argentinische Judoka teil, gewann der Reiter Carlos Moratorio mit seinem Pferd Chalan die Silbermedaille. Es blieb die einzige Medaille für die argentinische Mannschaft in Tokio. An den Medaillenplätzen vorbei fuhr das Radteam im Mannschaftszeitfahren über 100 km auf Platz 4. Auch der Ruderer Alberto Demiddi wurde Vierter im Einer.
In Mexiko-Stadt 1968 konnte sich Alberto Demiddi auf Platz 3 steigern und somit eine Bronzemedaille gewinnen. Der Boxer Mario Guilloti konnte im Weltergewicht eine weitere Bronzemedaille gewinnen.
Alberto Demiddi konnte sich 1972 in München ein weiteres Mal steigern, diesmal gewann er Silber im Einer. Weitere Platzierungen blieben in München aus.
In Montreal 1976 blieb Argentinien erstmals nach 1920 medaillenlos. Einzige vordere Platzierungen waren Platz 5 im Judoturnier durch Jorge Portelli in der offenen Klasse und Platz 6 im Einer durch den Ruderer Ricardo Ibarra.
Argentinien folgte 1980 dem Boykottaufruf der USA und blieb den Spielen von Moskau fern.

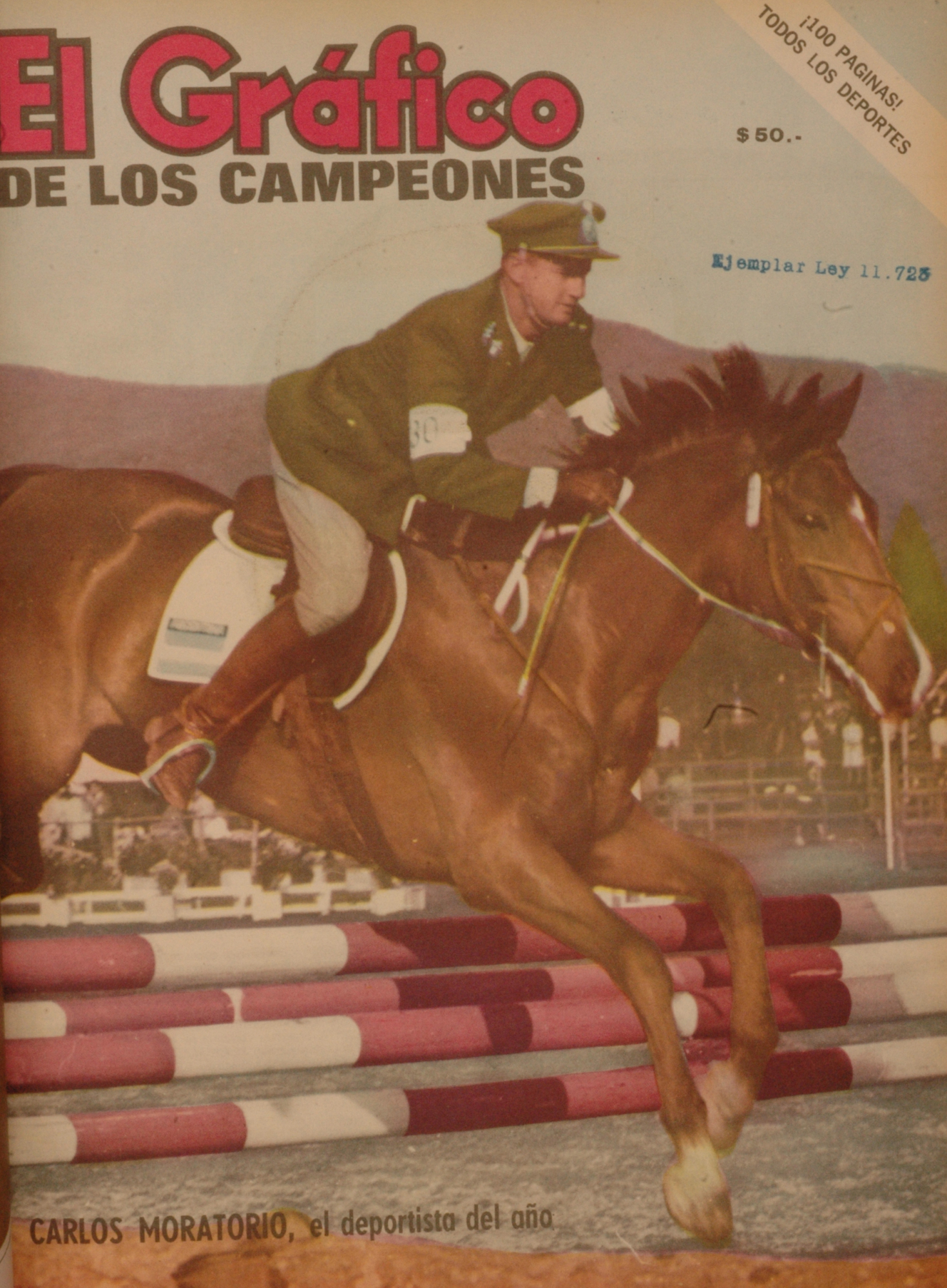
Carlos Moratorio gewann 1964 Silber im Reitsport
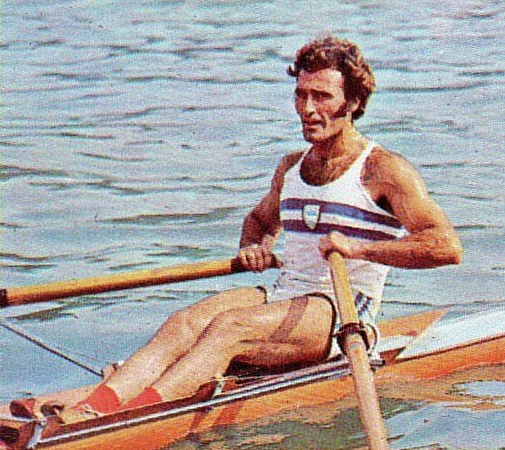
Der Ruderer Alberto Demiddi gewann 1968 Bronze und 1972 Silber im Einer
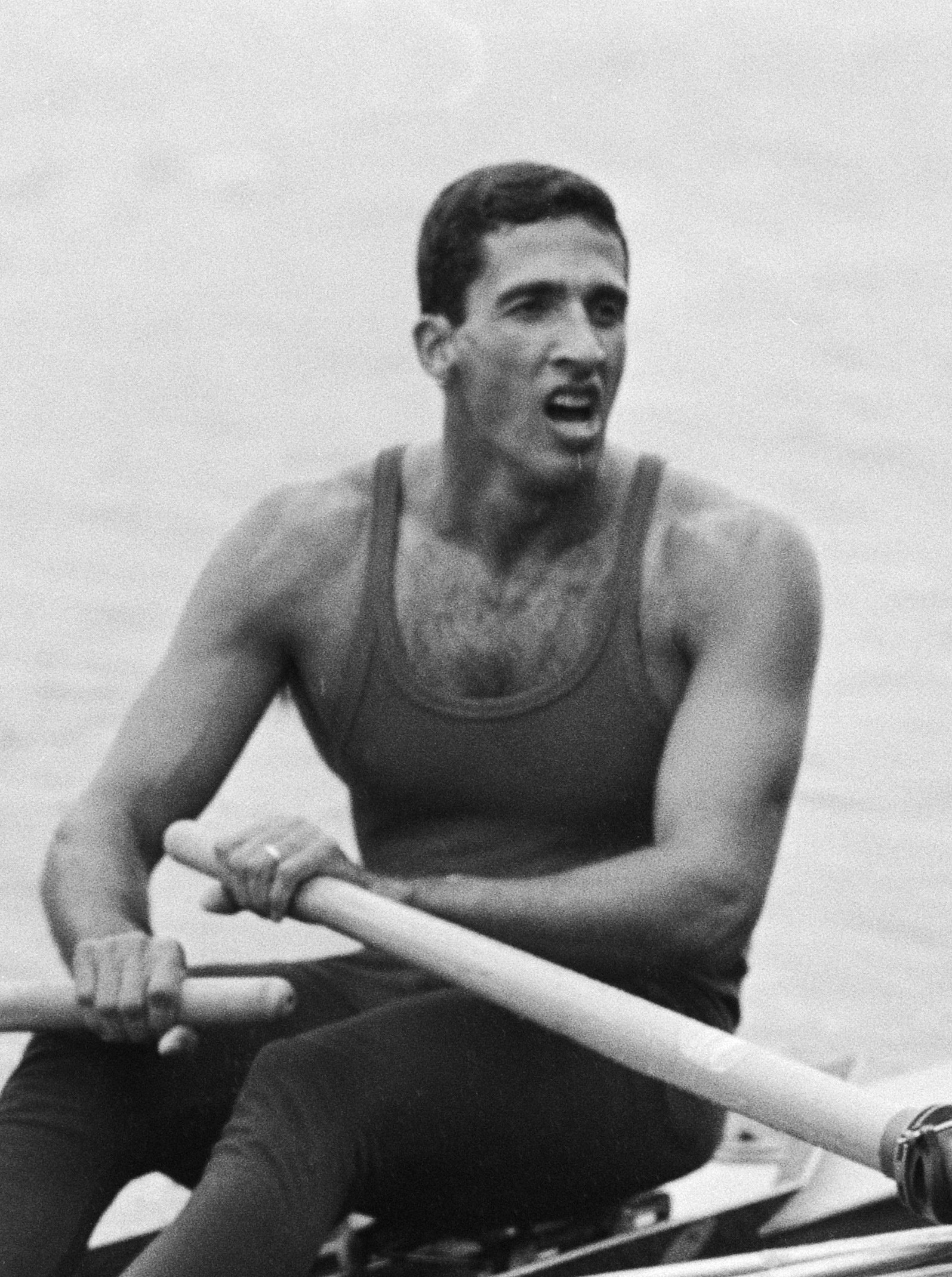
Ricardo Ibarra wurde 1976 Sechster und 1984 Fünfter im Einer

#### 1984 bis 1996
Argentinien war 1984 in Los Angeles erstmals im Kanusport und im Volleyball vertreten. Wie schon 1976 in Montreal blieb das Team erfolglos. Im Radsport erreichte Juan Esteban Curuchet Platz 5 im Punktefahren, sein Teamkollege Marcelo Alexandre wurde Sechster im Sprint. Ruderer Ricardo Ibarra konnte sich im Einer auf Platz 5 steigern.
In Seoul 1988 konnten erstmals Bogenschützen und Tischtennisspieler aus Argentinien teilnehmen. Nach 16 Jahren Pause wurden wieder Medaillen gewonnen. Im Tennis unterlag Gabriela Sabatini der Deutschen Steffi Graf in zwei Sätzen und gewann somit Silber. Die Volleyballmannschaft der Männer gewann mit einem 3:2 nach Sätzen über Brasilien Bronze. Der Radfahrer Juan Esteban Curuchet konnte seinen fünften Platz im Punktefahren wiederholen. Im Segeln kam der Windsurfer Jorge García auf Platz 7.
Eine Bronzemedaille war die Ausbeute in Barcelona 1992. Javier Frana und Christian Miniussi unterlagen im Tennisdoppel den späteren Olympiasiegern Boris Becker und Michael Stich mit 2:3 nach Sätzen. Im Sprint der Bahnradfahrer erreichte José Lovito Platz 6. Ebenfalls einen sechsten Platz erreichte der Ruderer Sergio Fernández im Einer.
1996 in Atlanta gewann die argentinische U23-Fußballauswahl Silber nach einer 2:3-Niederlage im Finale gegen Nigeria. Der Segler Carlos Espínola gewann im Windsurfen ebenfalls Silber. Der Boxer Pablo Chacón gewann Bronze im Federgewicht. In Atlanta nahmen erstmals Beach-Volleyballer aus Argentinien teil. Vierte wurde die Volleyballnationalmannschaft der Männer. Im Spiel um Bronze unterlag sie Italien mit 0:3 nach Sätzen.

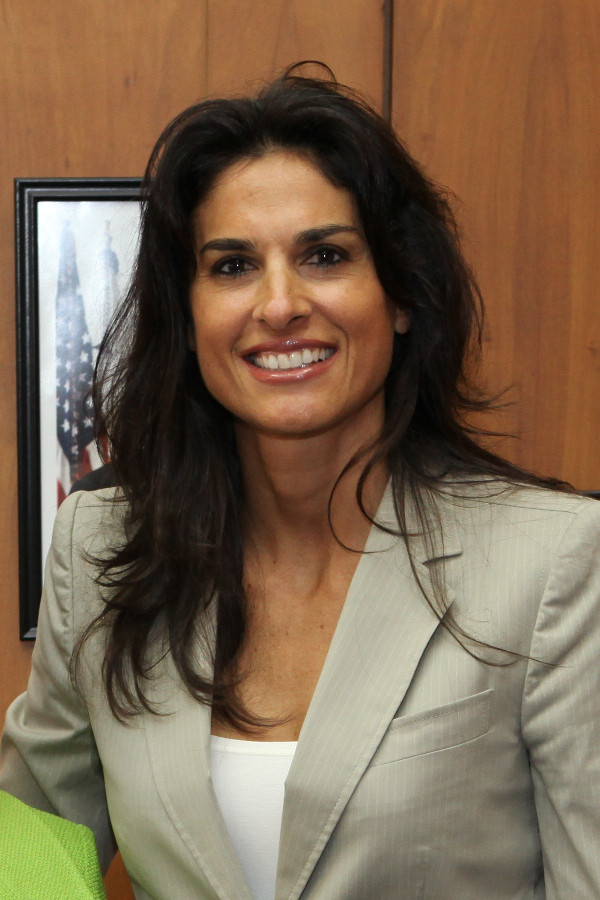
Gabriela Sabatini gewann 1988 Silber im Tenniseinzel der Frauen
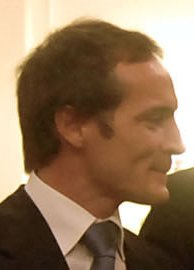
Segler Carlos Espínola, mit vier Medaillen zwischen 1996 und 2008 der erfolgreichste argentinische Olympionike

#### 2000 bis heute
In Sydney 2000 konnte Carlos Espínola erneut Silber im Windsurfen gewinnen. Die Segler steuerten zwei Bronzemedaillen bei durch Javier Conte und Juan de la Fuente in der 470er und Serena Amato in der Europe-Klasse. Die Hockeynationalmannschaft der Frauen gewann nach einer 1:3-Finalniederlage gegen Australien die Silbermedaille. Erstmals gingen argentinische Taekwondoin und Triathleten an den Start. Der Kanute Javier Correa erreichte im Kajak-Einer über 1000 Meter Platz 5.
Nach 52 Jahren konnte Argentinien in Athen 2004 wieder Olympiasiege feiern. Die Basketballnationalmannschaft der Männer gewann ihr Finale mit 84:69 gegen Italien. Im Halbfinale wurde die US-Mannschaft mit 89:81 besiegt. Im olympischen Fußballturnier schlug Argentinien im Finale Paraguay mit 1:0. Die Hockeynationalmannschaft der Frauen gewann Bronze mit einem 1:0-Sieg über China. Weitere Bronzemedaillen gewannen Carlos Espínola und Santiago Lange im Segeln der Tornado-Klasse, die Schwimmerin Georgina Bardach über 400 Meter Lagen sowie die Tennisspielerinnen Paola Suárez und Patricia Tarabini im Damen-Doppel. Der Ruderer Santiago Fernández wurde im Einer Vierter.
2008 in Peking konnte die U23-Fußballnationalmannschaft der Männer ihren Olympiasieg verteidigen. Im Finale wurde Nigeria mit 1:0 besiegt. Die Radrennfahrer Walter Pérez und Juan Esteban Curuchet wurden Olympiasieger im Madison. Curuchet gewann seine Goldmedaille bei seiner sechsten Olympiateilnahme. Mit 43 Jahren ist er der bis heute älteste Olympiasieger im Radsport. Die argentinische Basketballnationalmannschaft konnte ihren Olympiasieg von 2004 nicht verteidigen. Im Halbfinale unterlag sie den USA mit 81:101. Im Spiel um Bronze wurde dann Litauen mit 87:75 geschlagen. Auch die Hockeynationalmannschaft der Frauen gewann Bronze, nach Athen zum zweiten Mal in Folge. Die Mannschaft konnte im Spiel um Bronze Deutschland mit 3:1 schlagen. Im Segeln der Tornado-Klasse lagen Santiago Lange und Carlos Espínola wie schon 2004 auf dem Bronzerang. Im Judo gewann Paula Pareto Bronze im Extraleichtgewicht.
In London 2012 gab es einen Olympiasieg im Taekwondo durch Sebastián Crismanich im Weltergewicht. Nach Silber 2000 und zwei Mal Bronze 2004 und 2008 gab es in London wieder Silber für die Hockeynationalmannschaft der Frauen. Im Finale musste man sich den Niederlanden mit 0:2 geschlagen geben. In allen Turnieren seit 2000 war Luciana Aymar dabei. Zusammen mit dem Segler Carlos Espínola ist sie mit vier Olympiamedaillen die erfolgreichste Olympiateilnehmerin Argentiniens. Die Segler Lucas Calabrese und Juan de la Fuente gewannen Bronze in der 470er-Klasse. Eine weitere Bronzemedaille gewann der Tennisspieler Juan Martín del Potro im Herreneinzel. Im Spiel um Bronze konnte er in zwei Sätzen den Serben Novak Đoković besiegen. Die argentinische Basketballnationalmannschaft wurde diesmal Vierte, nachdem man im Halbfinale wieder den USA mit 83:109 unterlag. Es war das dritte Halbfinalspiel gegen die USA in Folge. Im Spiel um Bronze unterlag man Russland mit 77:81. Der Leichtathlet Germán Lauro konnte im Kugelstoßen das Finale erreichen und wurde dort Sechster. Die Kanuten Miguel Correa und Rubén Voisard erreichten im Kajak-Zweier-Finale über 200 Meter Platz 5. Der Geräteturner Federico Molinari qualifizierte sich an den Ringen für das Finale und belegte Rang 8. Im Rudern gab es einen vierten Platz im Doppelzweier durch Ariel Suárez und Cristian Rosso. Erstmals nahm eine argentinische Handballmannschaft am olympischen Turnier teil. In London war die Männernationalmannschaft vertreten.
2016 in Rio de Janeiro nahmen argentinische Sportler zum ersten Mal im Siebener-Rugby und im Golf teil. In Rio wurden drei Gold- und eine Silbermedaille gewonnen. Die Judoka Paula Pareto gewann nach Bronze 2008 diesmal die Goldmedaille im Extraleichtgewicht. Damit ist sie die erste argentinische Frau, die einen Olympiasieg schaffte. Im Segeln siegten Santiago Lange und Cecilia Carranza Saroli in der Klasse Nacra 17. Mit einem 4:2-Sieg über Belgien gewann die argentinische Hockeynationalmannschaft der Männer die Goldmedaille, nachdem im Halbfinale Deutschland mit 5:2 besiegt wurde. Juan Martín del Potro gewann nach Bronze 2012 diesmal die Silbermedaille nach einer Vier-Satz-Niederlage gegen den Briten Andy Murray. In der Leichtathletik qualifizierten sich der Stabhochspringer Germán Chiaraviglio und der Speerwerfer Braian Toledo für das Finale. Chiaraviglio erreichte Platz 11, Toledo Platz 10.

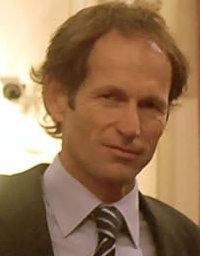
Santiago Lange gewann Bronze 2004 und 2008 in der Tornado-Klasse im Segeln und Goldmedaille in der Nacra 17-Klasse 2016
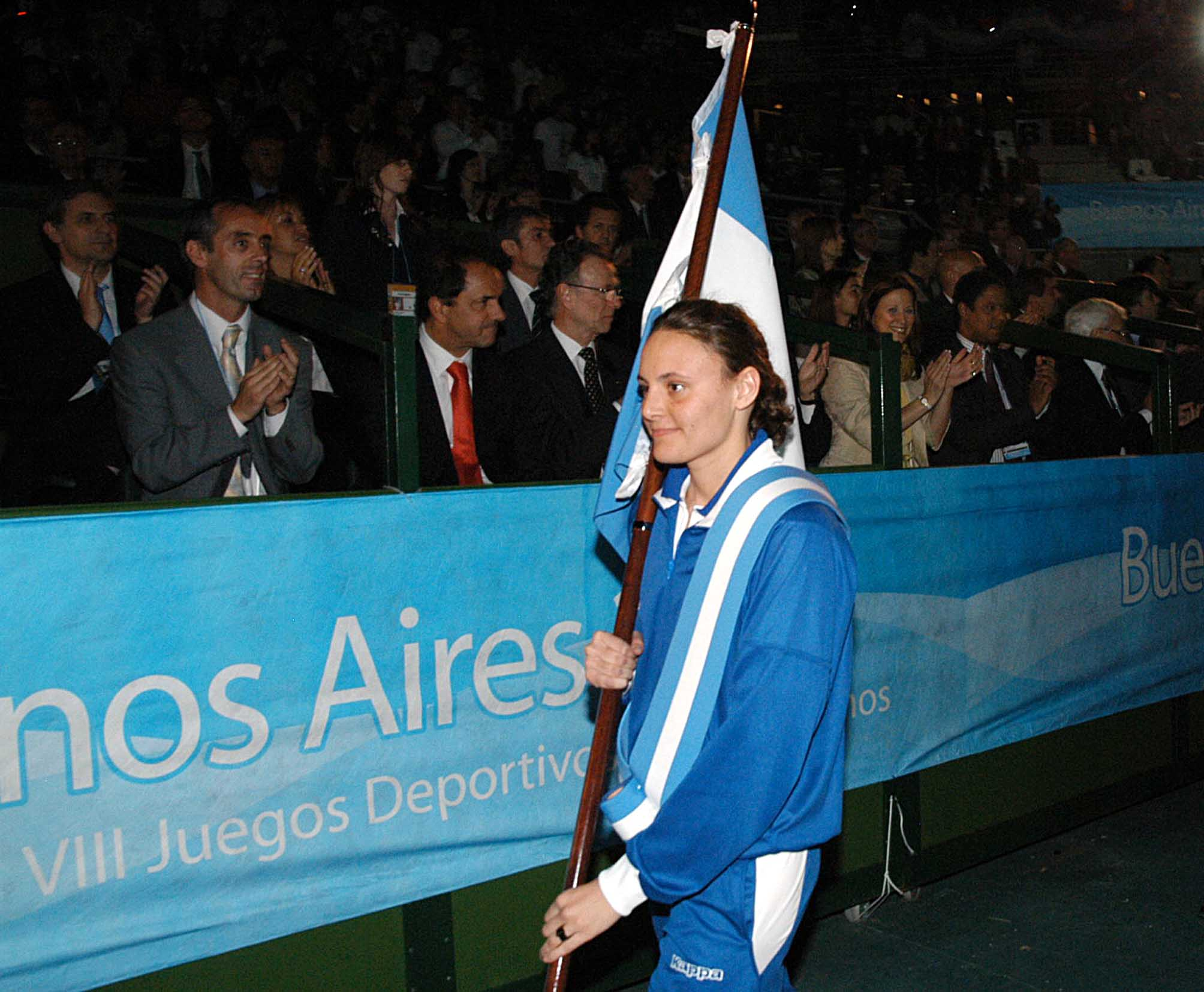
Die Schwimmerin Georgina Bardach, hier als Flaggenträgerin bei den Südamerikaspielen 2006, gewann 2004 Bronze über 400 Meter Lagen
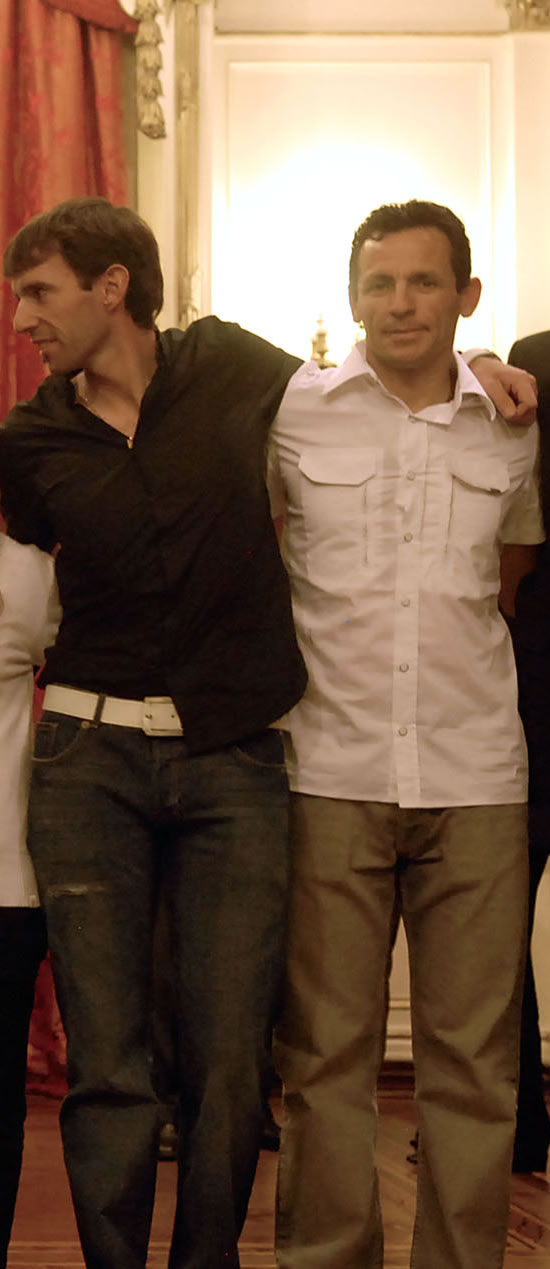
Walter Pérez (l.) und Juan Curuchet (r.), Olympiasieger im Radsport-Madison 2008
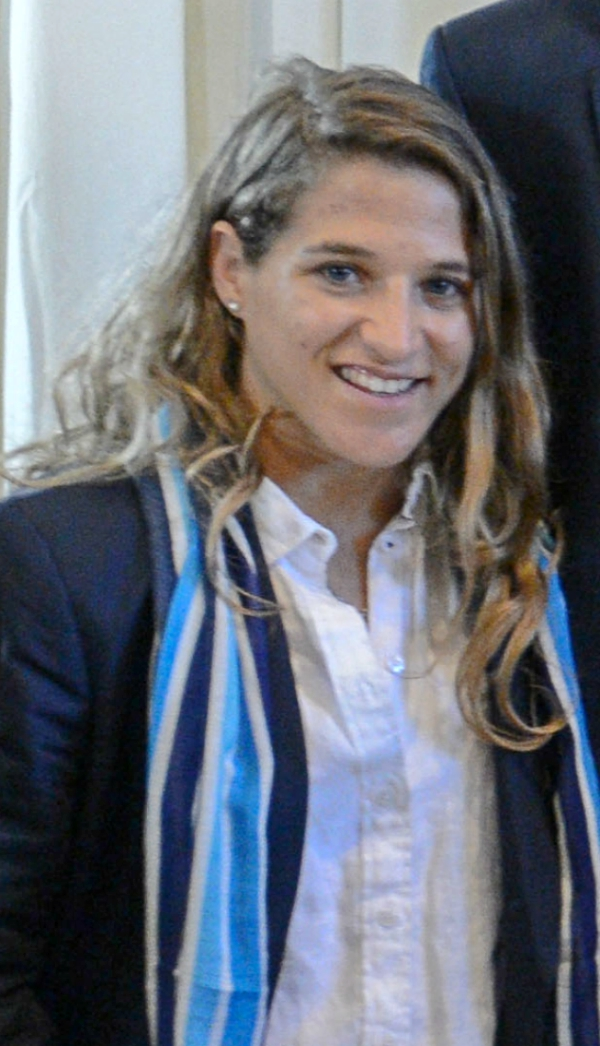
Die Judoka Paula Pareto gewann 2008 Bronze und 2016 Gold
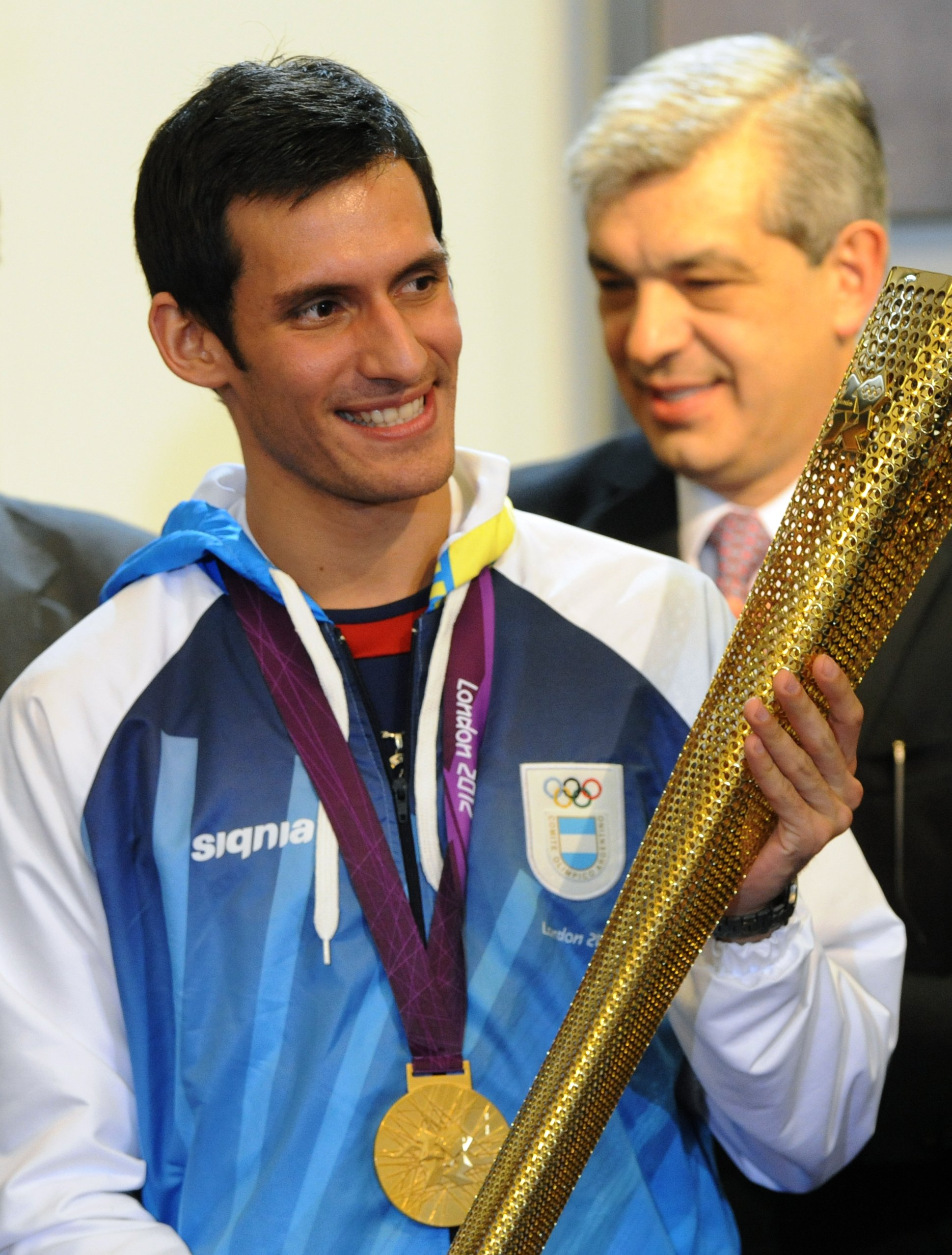
Olympiasieger 2012 im Taekwondo: Sebastián Crismanich
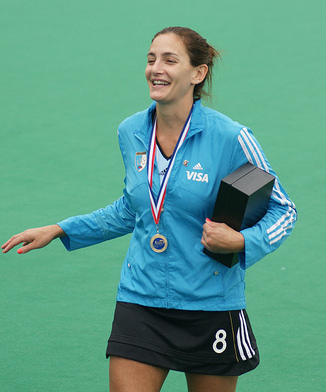
Die Hockeyspielerin Luciana Aymar gewann zwischen 2000 und 2012 je zwei Bronze- und zwei Silbermedaillen
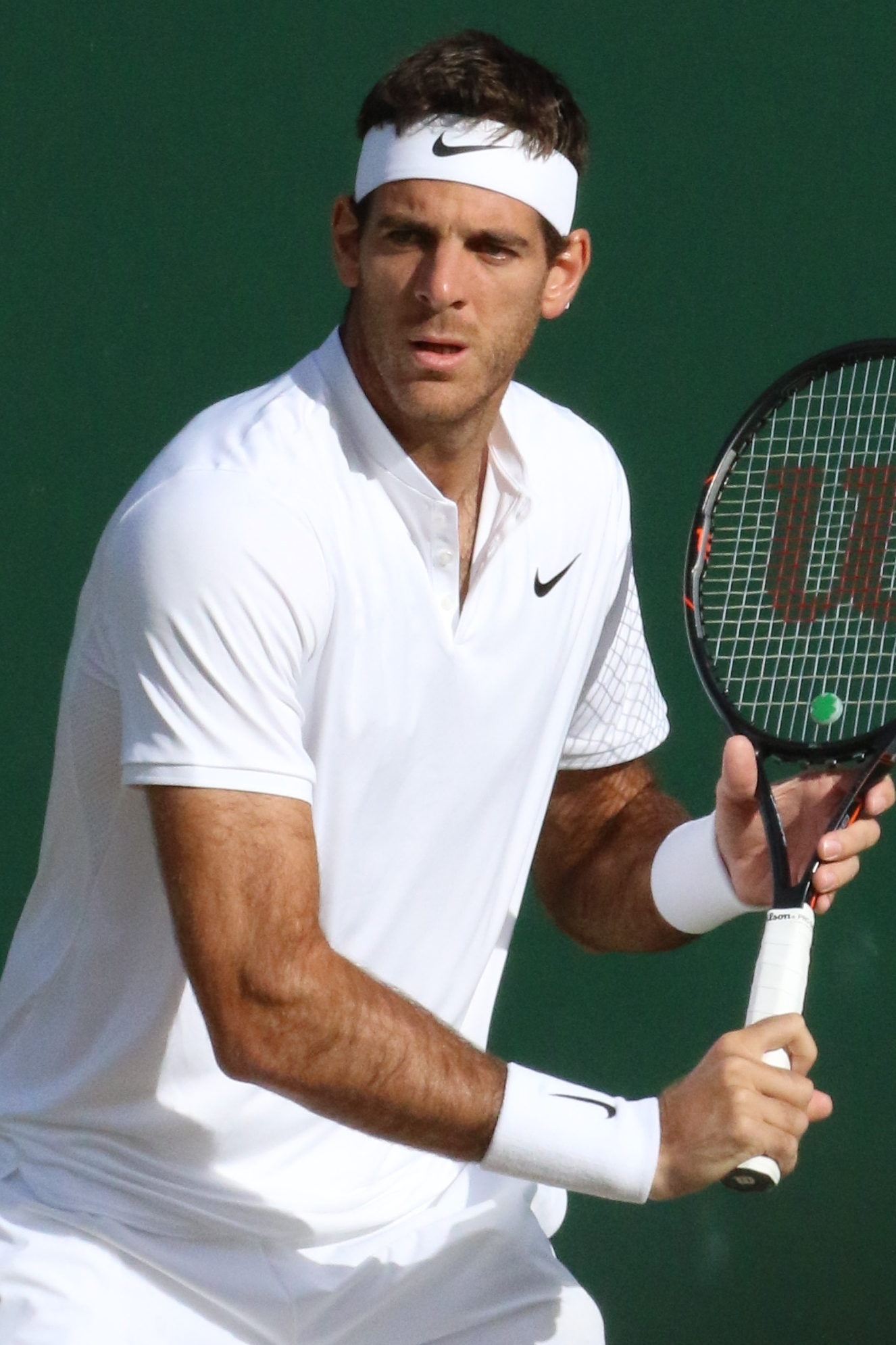
Bronze 2012 und Silber 2016 im Tenniseinzel Juan Martín del Potro
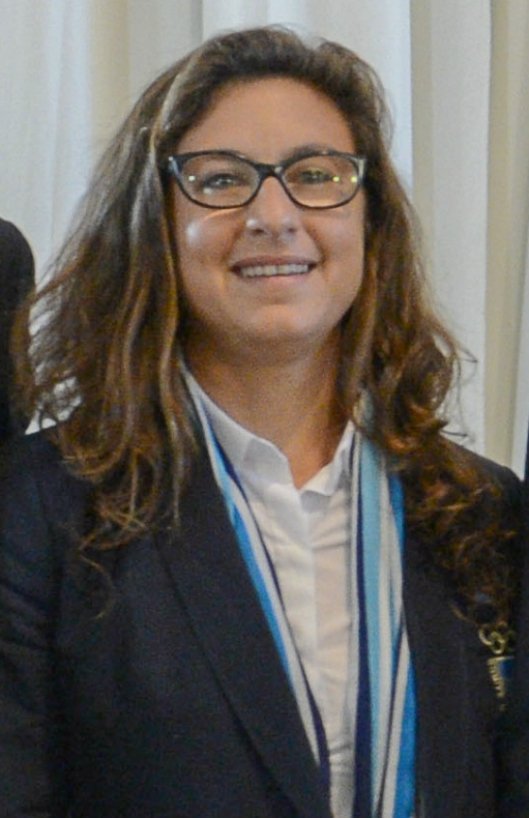
Segelolympiasiegerin 2016 mit ihrem Kameraden Santiago Lange: Cecilia Carranza Saroli
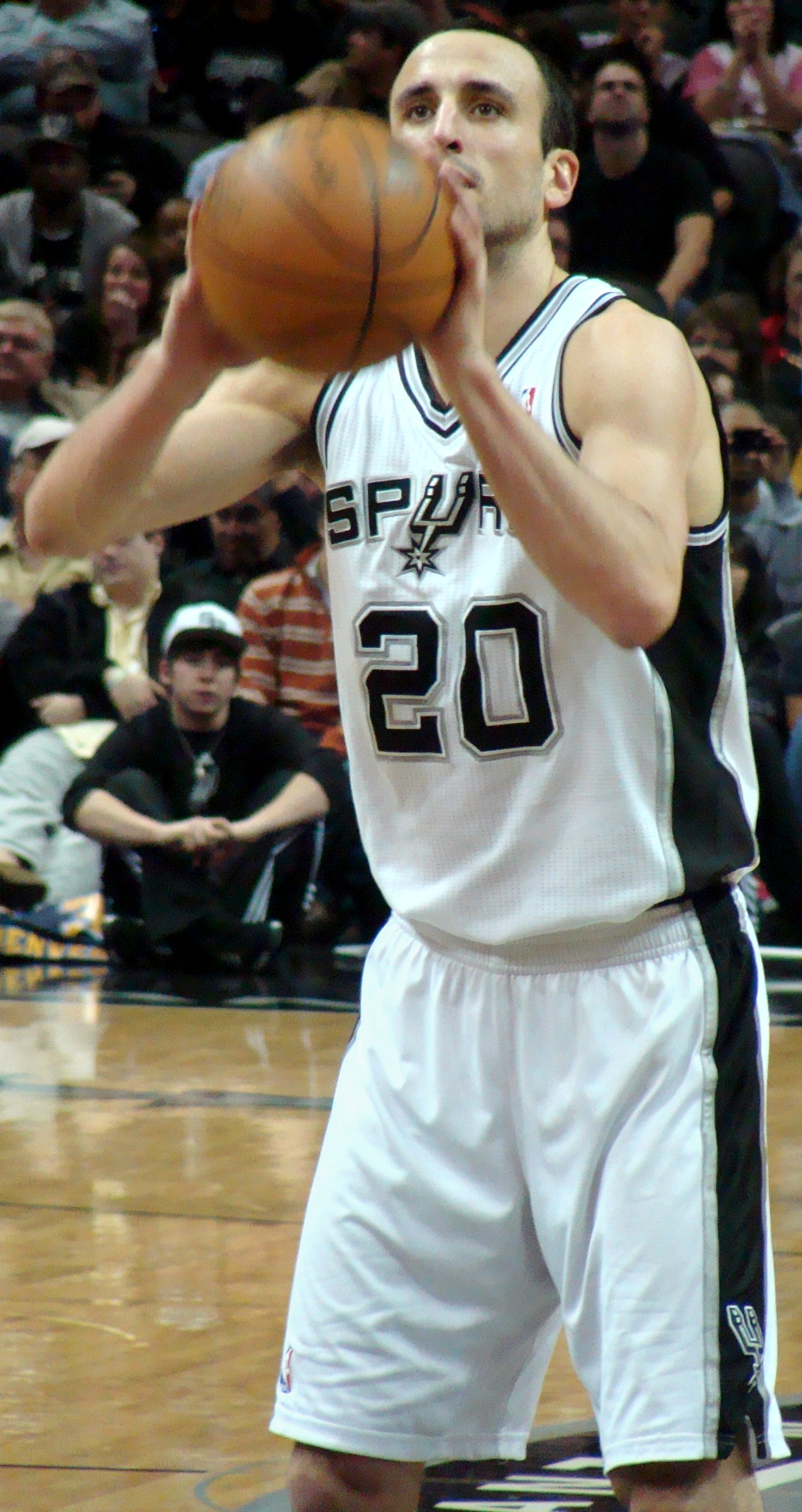
Manu Ginóbili, Olympiasieger im Basketball 2004 und Bronzemedaille 2008

### Winterspiele

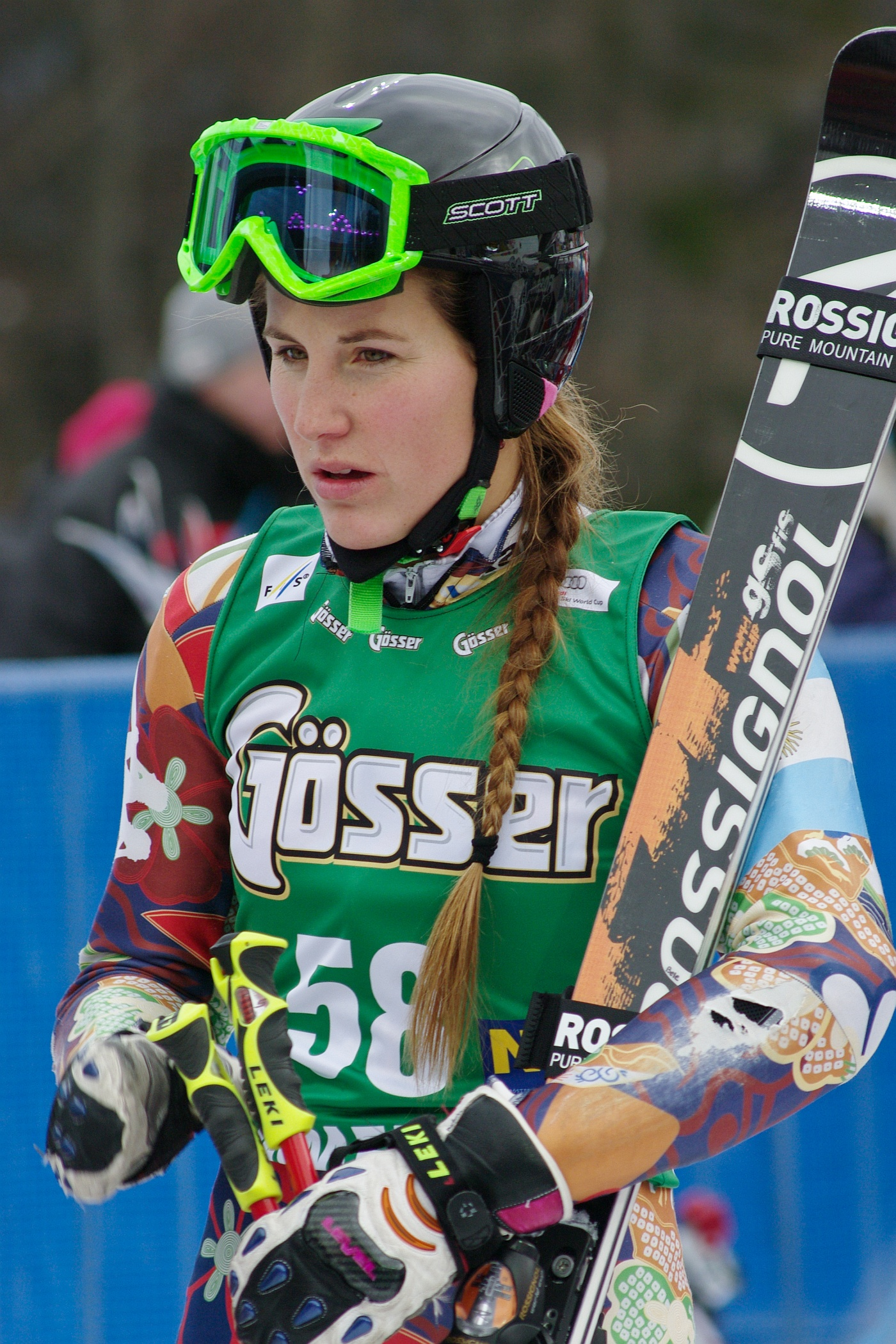
María Belén Simari Birkner 2010

Der erste Wintersportler Argentiniens war der Eiskunstläufer Horatio Torromé. Torromé nahm 1908 an den Spielen von London teil. Eiskunstlauf war zu dem Zeitpunkt, wie auch 1920, Programmpunkt von Sommerspielen.
Mit zehn Bobfahrern nahm Argentinien erstmals 1928 in St. Moritz an Olympischen Winterspielen teil. Beide Bobs, es waren bis zu fünf Fahrer erlaubt, belegten Rang 4 und 5. Zu den Spielen 1932 in Lake Placid und 1936 in Garmisch-Partenkirchen wurden keine Athleten entsandt. Erst 1948, wieder in St. Moritz, lief eine argentinische Olympiamannschaft ein. Diesmal waren auch erstmals alpine Skirennläufer dabei, wobei Justo del Carril sowohl im Bobsport als auch im Ski Alpin antrat.
Mit der Skirennläuferin Ana María Dellai nahm 1952 in Oslo erstmals eine Frau aus Argentinien an Olympischen Winterspielen teil. Auf eine Teilnahme 1956 wurde verzichtet. 1960 in Squaw Valley ging erstmals ein argentinischer Skilangläufer an den Start. 1964 in Innsbruck trat erstmals ein Rodler an.
In der Folgezeit kamen argentinische Wintersportler nur auf Platzierungen im hinteren Feld. 1980 nahmen erstmals argentinische Biathleten teil, 1992 ein Athlet im Freestyle-Skiing, 1998 ein Snowboarder, 2002 ein Skeletonfahrer.

### Kunstwettbewerbe
Nur ein Mal, 1932 in Los Angeles, nahm ein argentinischer Künstler an den Olympischen Kunstwettbewerben ein. Juan Gavazzo reichte zwei Werke ein, La Chasse (Die Jagd) und La Peche (Der Fischfang). Leider ist nicht mehr nachzuvollziehen in welcher Sparte und Rubrik diese Werke eingereicht wurden.

## Bewerbung zur Ausrichtung von Olympischen Spielen
Die argentinische Hauptstadt Buenos Aires ist die einzige Stadt des Landes, die sich um die Ausrichtung von Olympischen Sommerspielen beworben hat.
Erstmals bewarb sich Buenos Aires um die Ausrichtung der 11. Olympischen Sommerspiele 1936. Die Entscheidung, die auf der 29. IOC-Session in Barcelona getroffen wurde, war schon im ersten Wahlgang entschieden. Berlin gewann mit 43 Stimmen, Buenos Aires, wie auch zehn andere Bewerberstädte, hatte keine einzige Stimme erhalten.
Ähnlich verhielt es sich bei der Bewerbung um die Austragung der 12. Olympischen Sommerspiele 1940, die jedoch in Folge des Zweiten Weltkrieges später abgesagt werden mussten. Tokio hatte die Wahl im ersten Durchgang auf der 35. IOC-Session in Berlin gewonnen, Buenos Aires hatte keine Stimme erhalten.
Für die Entscheidung über die Ausrichtung der 16. Olympischen Sommerspiele 1956 waren auf der 43. IOC-Session in Rom vier Wahlgänge notwendig. Buenos Aires und Melbourne waren im vierten Wahlgang die letzten verbliebenen Bewerberstädte. Melbourne gewann die Entscheidung mit 21:20 Stimmen. Buenos Aires bewarb sich im Anschluss auch für die Ausrichtung der Reiterspiele, die auf Grund der strengen Quarantänevorschriften für Pferde in Australien separat durchgeführt werden mussten. Auf der 48. IOC-Session in Mexiko-Stadt wurde für Stockholm entschieden, Buenos Aires erhielt keine Stimme.
Ebenfalls ohne Stimme schied Buenos Aires schon im ersten Wahlgang bei der 50. IOC-Session in Paris aus, als über den Austragungsort der 17. Olympischen Sommerspiele 1960 entschieden wurde. Am Ende siegte Rom. Auch bei der nächsten Bewerbung schied Buenos Aires im ersten Wahlgang aus, diesmal jedoch mit zwei Stimmen. Die Wahl zur Ausrichtung der 19. Olympischen Sommerspiele 1968 fiel bei der 60. IOC-Session 1968 in Baden-Baden auf Mexiko-Stadt.
Ein letztes Mal bewarb sich Buenos Aires für die Austragung der 28. Olympischen Sommerspiele 2004. Bei der Wahl während der 106. IOC-Session in Lausanne kam es nach dem ersten Wahlgang zu einer Stichwahl mit Kapstadt, beide Städte hatten 16 Stimmen erhalten. Die Entscheidung, welche Stadt ausscheiden würde, fiel mit 44 zu 62 stimmen zu Gunsten von Kapstadt.

## IOC-Mitglieder

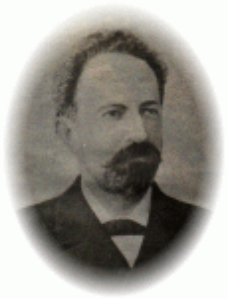
José Benjamin Zubiaur

Argentinien hat ein IOC-Mitglied. Seit 2011 ist dies der Präsident des argentinischen NOKs, Gerardo Werthein.
Ein ehemaliges Mitglied war der Pädagoge José Benjamin Zubiaur, eines der Gründungsmitglieder des IOC. 1894 berief ihn Pierre de Coubertin als Mitglied. Da Zubiaur später nicht auf Mitteilungen und Nachrichten reagierte, wurde die Mitgliedschaft von Coubertin 1907 für beendet erklärt.

## Übersicht der Teilnehmer

### Sommerspiele
| Jahr   | Athleten           | Athleten           | Athleten           | Sportarten         | Sportarten         | Sportarten         | Sportarten         | Sportarten         | Sportarten         | Sportarten         | Sportarten         | Sportarten         | Sportarten         | Sportarten         | Sportarten         | Sportarten         | Sportarten         | Sportarten         | Sportarten         | Sportarten         | Sportarten         | Sportarten         | Sportarten         | Sportarten         | Sportarten         | Sportarten         | Sportarten         | Sportarten         | Sportarten         | Sportarten         | Sportarten         | Sportarten         | Sportarten         | Sportarten         | Sportarten         | Sportarten         | Sportarten         | Sportarten         | Medaillen          | Medaillen          | Medaillen          | Medaillen          | Medaillen |
| Jahr   | Ges.               |                    |                    |                    |                    |                    |                    |                    |                    |                    |                    |                    |                    |                    |                    |                    |                    |                    |                    |                    |                    |                    |                    |                    |                    |                    |                    |                    |                    |                    |                    |                    |                    |                    |                    |                    |                    |                    |                    |                    |                    | Medaillen – Gesamt | Rang      |
| ------ | ------------------ | ------------------ | ------------------ | ------------------ | ------------------ | ------------------ | ------------------ | ------------------ | ------------------ | ------------------ | ------------------ | ------------------ | ------------------ | ------------------ | ------------------ | ------------------ | ------------------ | ------------------ | ------------------ | ------------------ | ------------------ | ------------------ | ------------------ | ------------------ | ------------------ | ------------------ | ------------------ | ------------------ | ------------------ | ------------------ | ------------------ | ------------------ | ------------------ | ------------------ | ------------------ | ------------------ | ------------------ | ------------------ | ------------------ | ------------------ | ------------------ | ------------------ | --------- |
| 1896   | nicht teilgenommen | nicht teilgenommen | nicht teilgenommen | nicht teilgenommen | nicht teilgenommen | nicht teilgenommen | nicht teilgenommen | nicht teilgenommen | nicht teilgenommen | nicht teilgenommen | nicht teilgenommen | nicht teilgenommen | nicht teilgenommen | nicht teilgenommen | nicht teilgenommen | nicht teilgenommen | nicht teilgenommen | nicht teilgenommen | nicht teilgenommen | nicht teilgenommen | nicht teilgenommen | nicht teilgenommen | nicht teilgenommen | nicht teilgenommen | nicht teilgenommen | nicht teilgenommen | nicht teilgenommen | nicht teilgenommen | nicht teilgenommen | nicht teilgenommen | nicht teilgenommen | nicht teilgenommen | nicht teilgenommen | nicht teilgenommen | nicht teilgenommen | nicht teilgenommen | nicht teilgenommen | nicht teilgenommen | nicht teilgenommen | nicht teilgenommen | nicht teilgenommen | nicht teilgenommen |           |
| 1900   | 1                  | 1                  | 0                  |                    |                    |                    |                    |                    | 1                  |                    |                    |                    |                    |                    |                    |                    |                    |                    |                    |                    |                    |                    |                    |                    |                    |                    |                    |                    |                    |                    |                    |                    |                    |                    |                    |                    |                    |                    | —                  | —                  | —                  | —                  | —         |
| 1904   | nicht teilgenommen | nicht teilgenommen | nicht teilgenommen | nicht teilgenommen | nicht teilgenommen | nicht teilgenommen | nicht teilgenommen | nicht teilgenommen | nicht teilgenommen | nicht teilgenommen | nicht teilgenommen | nicht teilgenommen | nicht teilgenommen | nicht teilgenommen | nicht teilgenommen | nicht teilgenommen | nicht teilgenommen | nicht teilgenommen | nicht teilgenommen | nicht teilgenommen | nicht teilgenommen | nicht teilgenommen | nicht teilgenommen | nicht teilgenommen | nicht teilgenommen | nicht teilgenommen | nicht teilgenommen | nicht teilgenommen | nicht teilgenommen | nicht teilgenommen | nicht teilgenommen | nicht teilgenommen | nicht teilgenommen | nicht teilgenommen | nicht teilgenommen | nicht teilgenommen | nicht teilgenommen | nicht teilgenommen | nicht teilgenommen | nicht teilgenommen | nicht teilgenommen | nicht teilgenommen |           |
| 1908   | 1                  | 1                  | 0                  |                    |                    |                    |                    | 1                  |                    |                    |                    |                    |                    |                    |                    |                    |                    |                    |                    |                    |                    |                    |                    |                    |                    |                    |                    |                    |                    |                    |                    |                    |                    |                    |                    |                    |                    |                    | —                  | —                  | —                  | —                  | —         |
| 1912   | nicht teilgenommen | nicht teilgenommen | nicht teilgenommen | nicht teilgenommen | nicht teilgenommen | nicht teilgenommen | nicht teilgenommen | nicht teilgenommen | nicht teilgenommen | nicht teilgenommen | nicht teilgenommen | nicht teilgenommen | nicht teilgenommen | nicht teilgenommen | nicht teilgenommen | nicht teilgenommen | nicht teilgenommen | nicht teilgenommen | nicht teilgenommen | nicht teilgenommen | nicht teilgenommen | nicht teilgenommen | nicht teilgenommen | nicht teilgenommen | nicht teilgenommen | nicht teilgenommen | nicht teilgenommen | nicht teilgenommen | nicht teilgenommen | nicht teilgenommen | nicht teilgenommen | nicht teilgenommen | nicht teilgenommen | nicht teilgenommen | nicht teilgenommen | nicht teilgenommen | nicht teilgenommen | nicht teilgenommen | nicht teilgenommen | nicht teilgenommen | nicht teilgenommen | nicht teilgenommen |           |
| 1920   | 1                  | 1                  | 0                  |                    |                    |                    | 1                  |                    |                    |                    |                    |                    |                    |                    |                    |                    |                    |                    |                    |                    |                    |                    |                    |                    |                    |                    |                    |                    |                    |                    |                    |                    |                    |                    |                    |                    |                    |                    | —                  | —                  | —                  | —                  | —         |
| 1924   | 77                 | 77                 | 0                  |                    |                    |                    | 10                 |                    | 13                 |                    | 3                  |                    |                    |                    |                    |                    | 10                 |                    | 5                  | 5                  |                    |                    | 9                  |                    | 8                  | 4                  | 5                  |                    |                    |                    | 5                  |                    |                    |                    |                    |                    |                    |                    | 1                  | 3                  | 2                  | 6                  | 16        |
| 1928   | 81                 | 81                 | 0                  |                    |                    |                    | 8                  |                    | 9                  | 16                 | 3                  |                    |                    |                    |                    |                    | 7                  |                    |                    | 6                  | 3                  |                    | 9                  |                    |                    | 4                  | 5                  |                    |                    |                    |                    |                    |                    |                    |                    |                    | 7                  |                    | 3                  | 3                  | 1                  | 7                  | 12        |
| 1932   | 32                 | 32                 | 0                  |                    |                    |                    | 8                  |                    | 5                  |                    | 1                  |                    |                    |                    |                    |                    | 11                 |                    |                    |                    |                    | 5                  |                    |                    | 2                  | 5                  |                    |                    |                    |                    |                    |                    |                    |                    |                    |                    |                    |                    | 3                  | 1                  | —                  | 4                  | 11        |
| 1936   | 51                 | 50                 | 1                  |                    |                    |                    | 8                  |                    | 11                 |                    |                    |                    |                    |                    |                    |                    | 8                  |                    | 4                  |                    |                    |                    | 3                  |                    | 5                  | 1                  | 11                 |                    |                    |                    |                    |                    |                    |                    |                    |                    |                    |                    | 2                  | 2                  | 3                  | 7                  | 13        |
| 1948   | 199                | 188                | 11                 | 14                 |                    |                    | 8                  |                    | 19                 |                    | 8                  |                    |                    | 12                 |                    |                    | 24                 | 3                  |                    | 12                 | 9                  | 8                  | 26                 |                    | 12                 | 17                 | 13                 |                    |                    |                    |                    |                    |                    |                    | 7                  |                    | 7                  |                    | 3                  | 3                  | 1                  | 7                  | 13        |
| 1952   | 123                | 115                | 8                  | 14                 |                    |                    | 10                 |                    | 11                 |                    | 5                  |                    |                    |                    |                    |                    | 16                 | 3                  |                    | 6                  | 6                  | 6                  | 9                  |                    | 7                  | 7                  | 14                 |                    |                    |                    |                    |                    |                    |                    | 2                  |                    | 7                  |                    | 1                  | 2                  | 2                  | 5                  | 19        |
| 1956   | 35                 | 34                 | 1                  |                    |                    |                    | 10                 |                    | 2                  |                    | 2                  |                    |                    |                    |                    |                    | 2                  | 1                  |                    |                    | 7                  | 2                  |                    |                    | 4                  |                    | 6                  |                    |                    |                    |                    |                    |                    |                    |                    |                    |                    |                    | —                  | 1                  | 1                  | 2                  | 29        |
| 1960   | 91                 | 91                 | 0                  |                    |                    |                    | 10                 |                    | 6                  | 13                 |                    |                    |                    |                    |                    |                    | 5                  | 3                  |                    | 8                  | 9                  | 2                  | 9                  |                    | 7                  | 3                  | 9                  |                    |                    |                    |                    |                    |                    |                    | 1                  |                    | 7                  | 1                  | —                  | 1                  | 1                  | 2                  | 30        |
| 1964   | 102                | 96                 | 6                  |                    |                    |                    | 10                 |                    | 11                 | 14                 | 2                  |                    |                    |                    | 3                  |                    | 6                  |                    |                    | 10                 | 8                  | 4                  | 12                 |                    | 8                  | 7                  | 6                  |                    |                    |                    |                    |                    |                    |                    | 1                  |                    |                    |                    | —                  | 1                  | —                  | 1                  | 30        |
| 1968   | 89                 | 84                 | 5                  |                    |                    |                    | 8                  |                    | 10                 |                    | 1                  |                    |                    | 18                 |                    |                    | 6                  |                    |                    | 9                  | 8                  | 3                  | 9                  |                    | 4                  | 8                  | 6                  |                    |                    |                    |                    |                    |                    |                    |                    |                    |                    |                    | —                  | —                  | 2                  | 2                  | 41        |
| 1972   | 92                 | 88                 | 4                  |                    |                    |                    | 5                  |                    | 5                  |                    |                    |                    |                    | 16                 | 2                  |                    | 9                  |                    |                    | 8                  | 9                  | 3                  | 18                 |                    | 5                  | 4                  | 9                  |                    |                    |                    |                    |                    |                    |                    |                    |                    |                    |                    | —                  | 1                  | —                  | 1                  | 33        |
| 1976   | 69                 | 65                 | 4                  |                    |                    |                    | 3                  |                    | 7                  |                    |                    |                    |                    | 16                 | 2                  |                    | 2                  |                    |                    | 4                  | 7                  | 3                  | 10                 |                    | 6                  | 5                  | 4                  |                    |                    |                    |                    |                    |                    |                    |                    |                    |                    |                    | —                  | —                  | —                  | —                  | —         |
| 1980   | nicht teilgenommen | nicht teilgenommen | nicht teilgenommen | nicht teilgenommen | nicht teilgenommen | nicht teilgenommen | nicht teilgenommen | nicht teilgenommen | nicht teilgenommen | nicht teilgenommen | nicht teilgenommen | nicht teilgenommen | nicht teilgenommen | nicht teilgenommen | nicht teilgenommen | nicht teilgenommen | nicht teilgenommen | nicht teilgenommen | nicht teilgenommen | nicht teilgenommen | nicht teilgenommen | nicht teilgenommen | nicht teilgenommen | nicht teilgenommen | nicht teilgenommen | nicht teilgenommen | nicht teilgenommen | nicht teilgenommen | nicht teilgenommen | nicht teilgenommen | nicht teilgenommen | nicht teilgenommen | nicht teilgenommen | nicht teilgenommen | nicht teilgenommen | nicht teilgenommen | nicht teilgenommen | nicht teilgenommen | nicht teilgenommen | nicht teilgenommen | nicht teilgenommen | nicht teilgenommen |           |
| 1984   | 82                 | 72                 | 10                 |                    |                    |                    | 6                  |                    | 10                 |                    |                    |                    |                    |                    | 4                  | 1                  | 7                  |                    |                    | 8                  | 4                  | 3                  | 7                  |                    | 6                  | 6                  | 8                  |                    |                    |                    |                    |                    |                    |                    | 10                 |                    |                    | 1                  | —                  | —                  | —                  | —                  | —         |
| 1988   | 118                | 93                 | 25                 |                    |                    | 2                  | 4                  |                    | 2                  | 16                 |                    |                    |                    | 31                 | 3                  | 8                  | 2                  |                    |                    | 7                  |                    | 2                  | 6                  |                    | 3                  | 2                  | 11                 |                    |                    |                    | 5                  | 1                  |                    |                    | 12                 |                    |                    | 1                  | —                  | 1                  | 1                  | 2                  | 35        |
| 1992   | 84                 | 67                 | 17                 |                    |                    |                    | 3                  |                    | 5                  |                    | 2                  |                    |                    | 11                 | 9                  | 5                  | 4                  |                    |                    | 8                  |                    | 1                  | 6                  |                    | 2                  | 3                  | 7                  |                    |                    |                    | 6                  | 2                  |                    |                    |                    |                    |                    | 2                  | —                  | —                  | 1                  | 1                  | 54        |
| 1996   | 178                | 131                | 47                 | 12                 | 2                  |                    | 5                  |                    | 4                  | 18                 | 3                  |                    |                    | 32                 | 8                  | 4                  | 8                  |                    |                    | 10                 | 5                  | 1                  | 22                 |                    | 6                  | 7                  | 10                 |                    |                    |                    | 8                  |                    |                    |                    | 12                 | 12                 |                    |                    | —                  | 2                  | 1                  | 3                  | 54        |
| 2000   | 143                | 98                 | 45                 |                    | 4                  |                    | 7                  |                    | 3                  |                    | 2                  |                    |                    | 32                 | 9                  | 3                  | 11                 |                    |                    | 8                  | 1                  |                    | 8                  |                    | 4                  | 13                 | 11                 |                    |                    | 2                  | 8                  | 3                  | 1                  |                    | 12                 | 12                 |                    | 1                  | —                  | 2                  | 2                  | 4                  | 57        |
| 2004   | 152                | 106                | 46                 | 12                 | 2                  |                    | 1                  |                    | 1                  | 16                 | 2                  |                    |                    | 32                 | 9                  | 3                  | 8                  |                    |                    | 4                  | 4                  |                    | 6                  |                    | 3                  | 10                 | 11                 |                    |                    | 2                  | 9                  | 3                  | 2                  |                    | 12                 | 12                 |                    |                    | 2                  | —                  | 4                  | 6                  | 38        |
| 2008   | 132                | 79                 | 53                 | 12                 | 2                  |                    | 1                  |                    | 1                  |                    | 1                  |                    |                    | 16                 | 9                  | 2                  | 11                 |                    |                    | 10                 | 1                  |                    | 2                  |                    | 1                  | 11                 | 10                 |                    |                    | 1                  | 6                  | 2                  |                    |                    |                    |                    |                    |                    | 2                  | —                  | 4                  | 6                  | 35        |
| 2012   | 137                | 97                 | 40                 | 12                 | 2                  |                    | 2                  |                    | 1                  | 33                 |                    |                    | 15                 | 31                 | 4                  | 3                  | 9                  |                    |                    | 4                  | 2                  | 1                  | 10                 |                    | 2                  | 6                  | 8                  |                    |                    | 2                  | 7                  | 1                  | 1                  |                    | 12                 | 12                 |                    |                    | 1                  | 1                  | 2                  | 4                  | 42        |
| 2016   | 213                | 139                | 74                 | 12                 | 2                  |                    | 6                  |                    | 1                  | 18                 | 1                  | 2                  | 32                 | 32                 | 2                  | 10                 | 13                 | 2                  |                    | 6                  | 4                  | 1                  | 2                  | 12                 | 5                  | 7                  | 13                 |                    |                    |                    | 6                  |                    | 2                  |                    | 26                 | 26                 |                    |                    | 3                  | 1                  | —                  | 4                  | 27        |
| 2020   | 188                | 130                | 58                 | 12                 | 4                  |                    | 5                  |                    | 1                  | 21                 |                    | 1                  | 16                 | 36                 | 2                  | 4                  | 5                  | 1                  |                    | 3                  | 4                  | 1                  | 2                  | 13                 | 4                  | 5                  | 11                 |                    | 1                  | 1                  | 7                  | 2                  | 1                  |                    | 1                  | 24                 |                    |                    | —                  | 1                  | 2                  | 3                  | 72        |
| 2024   | 142                | 109                | 33                 |                    |                    | 1                  |                    |                    | 1                  | 18                 |                    | 2                  | 15                 | 34                 | 1                  | 2                  | 6                  | 1                  |                    | 3                  | 1                  |                    | 4                  | 14                 | 3                  | 3                  | 7                  | 2                  |                    | 1                  | 8                  | 1                  | 1                  |                    |                    | 13                 |                    |                    | 1                  | 1                  | 1                  | 3                  | 52        |
| Gesamt | Gesamt             | Gesamt             | Gesamt             | Gesamt             | Gesamt             | Gesamt             | Gesamt             | Gesamt             | Gesamt             | Gesamt             | Gesamt             | Gesamt             | Gesamt             | Gesamt             | Gesamt             | Gesamt             | Gesamt             | Gesamt             | Gesamt             | Gesamt             | Gesamt             | Gesamt             | Gesamt             | Gesamt             | Gesamt             | Gesamt             | Gesamt             | Gesamt             | Gesamt             | Gesamt             | Gesamt             | Gesamt             | Gesamt             | Gesamt             | Gesamt             | Gesamt             | Gesamt             | Gesamt             | 22                 | 27                 | 31                 | 80                 | 39        |

### Winterspiele
| Jahr      | Athleten           | Athleten           | Athleten           | Flaggenträger                      | Sportarten         | Sportarten         | Sportarten         | Sportarten         | Sportarten         | Sportarten         | Sportarten         | Medaillen          | Medaillen          | Medaillen          | Medaillen          | Medaillen          |
| Jahr      | Ges.               |                    |                    | Flaggenträger                      | Biathlon           | Bob                | Freestyle-Skiing   | Rennrodeln         | Ski Alpin          | Skilanglauf        | Snowboard          |                    |                    |                    | Medaillen – Gesamt | Rang               |
| --------- | ------------------ | ------------------ | ------------------ | ---------------------------------- | ------------------ | ------------------ | ------------------ | ------------------ | ------------------ | ------------------ | ------------------ | ------------------ | ------------------ | ------------------ | ------------------ | ------------------ |
| 1924      | nicht teilgenommen | nicht teilgenommen | nicht teilgenommen | nicht teilgenommen                 | nicht teilgenommen | nicht teilgenommen | nicht teilgenommen | nicht teilgenommen | nicht teilgenommen | nicht teilgenommen | nicht teilgenommen | nicht teilgenommen | nicht teilgenommen | nicht teilgenommen | nicht teilgenommen | nicht teilgenommen |
| 1928      | 10                 | 10                 | 0                  |                                    |                    | 10                 |                    |                    |                    |                    |                    |                    |                    |                    |                    |                    |
| 1932–1936 | nicht teilgenommen | nicht teilgenommen | nicht teilgenommen | nicht teilgenommen                 | nicht teilgenommen | nicht teilgenommen | nicht teilgenommen | nicht teilgenommen | nicht teilgenommen | nicht teilgenommen | nicht teilgenommen | nicht teilgenommen | nicht teilgenommen | nicht teilgenommen | nicht teilgenommen | nicht teilgenommen |
| 1948      | 9                  | 9                  | 0                  |                                    |                    | 6                  |                    |                    | 4                  |                    |                    |                    |                    |                    |                    |                    |
| 1952      | 12                 | 11                 | 1                  |                                    |                    | 4                  |                    |                    | 8                  |                    |                    |                    |                    |                    |                    |                    |
| 1956      | nicht teilgenommen | nicht teilgenommen | nicht teilgenommen | nicht teilgenommen                 | nicht teilgenommen | nicht teilgenommen | nicht teilgenommen | nicht teilgenommen | nicht teilgenommen | nicht teilgenommen | nicht teilgenommen | nicht teilgenommen | nicht teilgenommen | nicht teilgenommen | nicht teilgenommen | nicht teilgenommen |
| 1960      | 6                  | 5                  | 1                  | María Cristina Schweizer           |                    |                    |                    |                    | 5                  | 1                  |                    |                    |                    |                    |                    |                    |
| 1964      | 12                 | 11                 | 1                  |                                    |                    | 5                  |                    | 1                  | 6                  |                    |                    |                    |                    |                    |                    |                    |
| 1968      | 5                  | 2                  | 3                  |                                    |                    |                    |                    |                    | 5                  |                    |                    |                    |                    |                    |                    |                    |
| 1972      | 2                  | 2                  | 0                  |                                    |                    |                    |                    |                    | 2                  |                    |                    |                    |                    |                    |                    |                    |
| 1976      | 8                  | 8                  | 0                  |                                    |                    |                    |                    |                    | 5                  | 3                  |                    |                    |                    |                    |                    |                    |
| 1980      | 13                 | 13                 | 0                  | Abel Carlos Balda                  | 4                  |                    |                    |                    | 6                  | 3                  |                    |                    |                    |                    |                    |                    |
| 1984      | 18                 | 13                 | 5                  |                                    | 3                  |                    |                    |                    | 10                 | 5                  |                    |                    |                    |                    |                    |                    |
| 1988      | 15                 | 10                 | 5                  | Julio César Moreschi               | 3                  |                    |                    | 1                  | 10                 | 1                  |                    |                    |                    |                    |                    |                    |
| 1992      | 20                 | 15                 | 5                  | Carolina Eiras                     | 7                  |                    | 1                  | 1                  | 6                  | 5                  |                    |                    |                    |                    |                    |                    |
| 1994      | 10                 | 4                  | 6                  | María Giro                         | 1                  |                    |                    |                    | 9                  |                    |                    |                    |                    |                    |                    |                    |
| 1998      | 2                  | 1                  | 1                  | Carola Calello                     |                    |                    |                    |                    | 1                  |                    | 1                  |                    |                    |                    |                    |                    |
| 2002      | 11                 | 8                  | 3                  | Cristian Simari Birkner            | 2                  |                    | 1                  | 2                  | 5                  |                    | 1                  |                    |                    |                    |                    |                    |
| 2006      | 9                  | 5                  | 4                  | María Simari Birkner               | 1                  |                    | 1                  | 1                  | 5                  | 1                  |                    |                    |                    |                    |                    |                    |
| 2010      | 7                  | 4                  | 3                  | Cristian Simari Birkner            |                    |                    |                    | 1                  | 5                  | 1                  |                    |                    |                    |                    |                    |                    |
| 2014      | 7                  | 4                  | 3                  | Cristian Simari Birkner            |                    |                    |                    |                    | 6                  | 1                  |                    |                    |                    |                    |                    |                    |
| 2018      | 7                  | 4                  | 3                  | Sebastiano Gastaldi                |                    |                    |                    | 1                  | 2                  | 2                  | 2                  |                    |                    |                    |                    |                    |
| 2022      | 6                  | 2                  | 4                  | Francesca Baruzzi Franco Dal Farra |                    |                    |                    | 1                  | 2                  | 2                  |                    |                    |                    |                    |                    |                    |
| Gesamt    | Gesamt             | Gesamt             | Gesamt             | Gesamt                             | Gesamt             | Gesamt             | Gesamt             | Gesamt             | Gesamt             | Gesamt             | Gesamt             | 0                  | 0                  | 0                  | 0                  | —                  |

## Medaillen nach Sportart
| Sportart       | Gold | Silber | Bronze | Gesamt |
| Boxen          | 7    | 7      | 10     | 24     |
| Leichtathletik | 2    | 3      | 0      | 5      |
| Fußball        | 2    | 2      | 0      | 4      |
| Polo           | 2    | 0      | 0      | 2      |
| Radsport       | 2    | 0      | 0      | 2      |
| Segeln         | 1    | 5      | 5      | 11     |
| Hockey         | 1    | 3      | 3      | 7      |
| Rudern         | 1    | 1      | 2      | 4      |
| Schwimmen      | 1    | 1      | 1      | 3      |
| Basketball     | 1    | 0      | 1      | 2      |
| Judo           | 1    | 0      | 1      | 2      |
| Taekwondo      | 1    | 0      | 0      | 1      |
| Tennis         | 0    | 2      | 3      | 5      |
| Gewichtheben   | 0    | 1      | 1      | 2      |
| Reiten         | 0    | 1      | 0      | 1      |
| Schießen       | 0    | 1      | 0      | 1      |
| Volleyball     | 0    | 0      | 2      | 2      |
| Fechten        | 0    | 0      | 1      | 1      |
| Rugby          | 0    | 0      | 1      | 1      |
| Gesamt         | 22   | 27     | 31     | 80     |